# Liste von Persönlichkeiten aus Tokio
Die Liste von Persönlichkeiten aus Tokio enthält bekannte Personen, die in der japanischen Hauptstadtpräfektur Tokio geboren wurden oder längere Zeit vor Ort gewirkt haben. Die Liste enthält auch Personen aus dem historischen Edo, wie Tokio vor 1868 hieß.
Sortiert wird nach Geburtsjahr und anschließend alphabetisch nach Familiennamen.

## 17. Jahrhundert

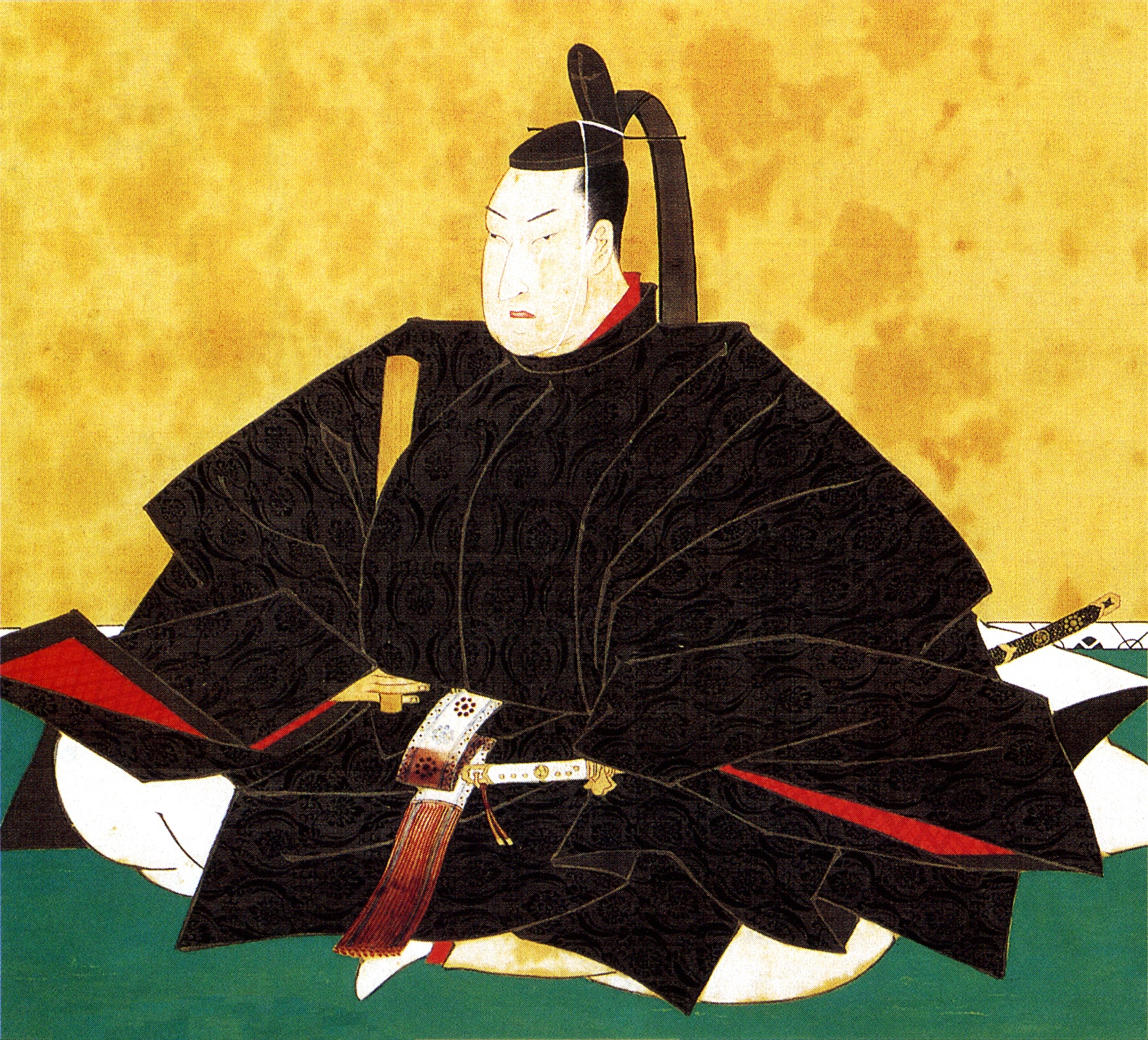
Tokugawa Iemitsu
(1604–1651)

- Tokugawa Iemitsu (1604–1651), Shōgun
- Yoshikawa Koretari (1616–1695), Shintō-Gelehrter
- Hayashi Gahō (1618–1680), konfuzianischer Philosoph
- Tokugawa Ienobu (1662–1712), Shōgun
- Hotta Masatoshi (1634–1684), Daimyō
- Kanō Tsunenobu (1636–1713), Maler
- Hayashi Dōei (1640–1708), Dolmetscher und Kalligraf
- Seki Takakazu (ca. 1640–1708), Mathematiker
- Tokugawa Ietsuna (1641–1680), Shōgun
- Tokugawa Tsunayoshi (1646–1709), Shōgun
- Arai Hakuseki (1657–1725), Gelehrter, Ökonom und Dichter
- Takebe Katahiro (1664–1739), Mathematiker
- Ogyū Sorai (1666–1728), neokonfuzianischer Philosoph
- Ogyū Sorai (1666–1728), Gelehrter, Philosoph und Wirtschaftstheoretiker
- Gion Nankai (1676–1751), Konfuzianist, Dichter und Maler
- Tokugawa Yoshimune (1684–1751), Shōgun

## 18. Jahrhundert

### 1701–1750

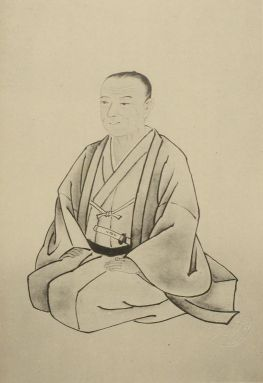
Maeno Ryōtaku
(1723–1803)

- Yanagisawa Kien (1703–1758), Maler
- Tokugawa Ietsugu (1709–1716), Shōgun
- Ishikawa Toyonobu (1711–1785), Maler
- Tokugawa Ieshige (1712–1761), Shōgun
- Maeno Ryōtaku (1723–1803), Arzt und Autor
- Katsukawa Shunshō (1726–1793), Holzschnittkünstler und Maler
- Ajima Naonobu (1732–1798), Mathematiker
- Sakurada Jisuke I. (1734–1806), Kabuki-Autor
- Hōseidō Kisanji (1735–1813), Schriftsteller
- Torii Kiyomitsu I. (1735–1785), Maler
- Tokugawa Ieharu (1737–1786), Shōgun
- Hayashi Shihei (1738–1793), Samurai und Gelehrter
- Kaya Shirao (1738–1781), Haiku-Poet
- Kitao Shigemasa (1739–1820), Holzschnittkünstler
- Karagoromo Kisshū (1743–1802), Lyriker
- Shiba Kōkan (1747–1818), Maler
- Aōdō Denzen (1748–1822), Maler
- Ōta Nampo (1749–1823), Schriftsteller
- Watanabe Gentai (1749–1822), Maler

### 1751–1800

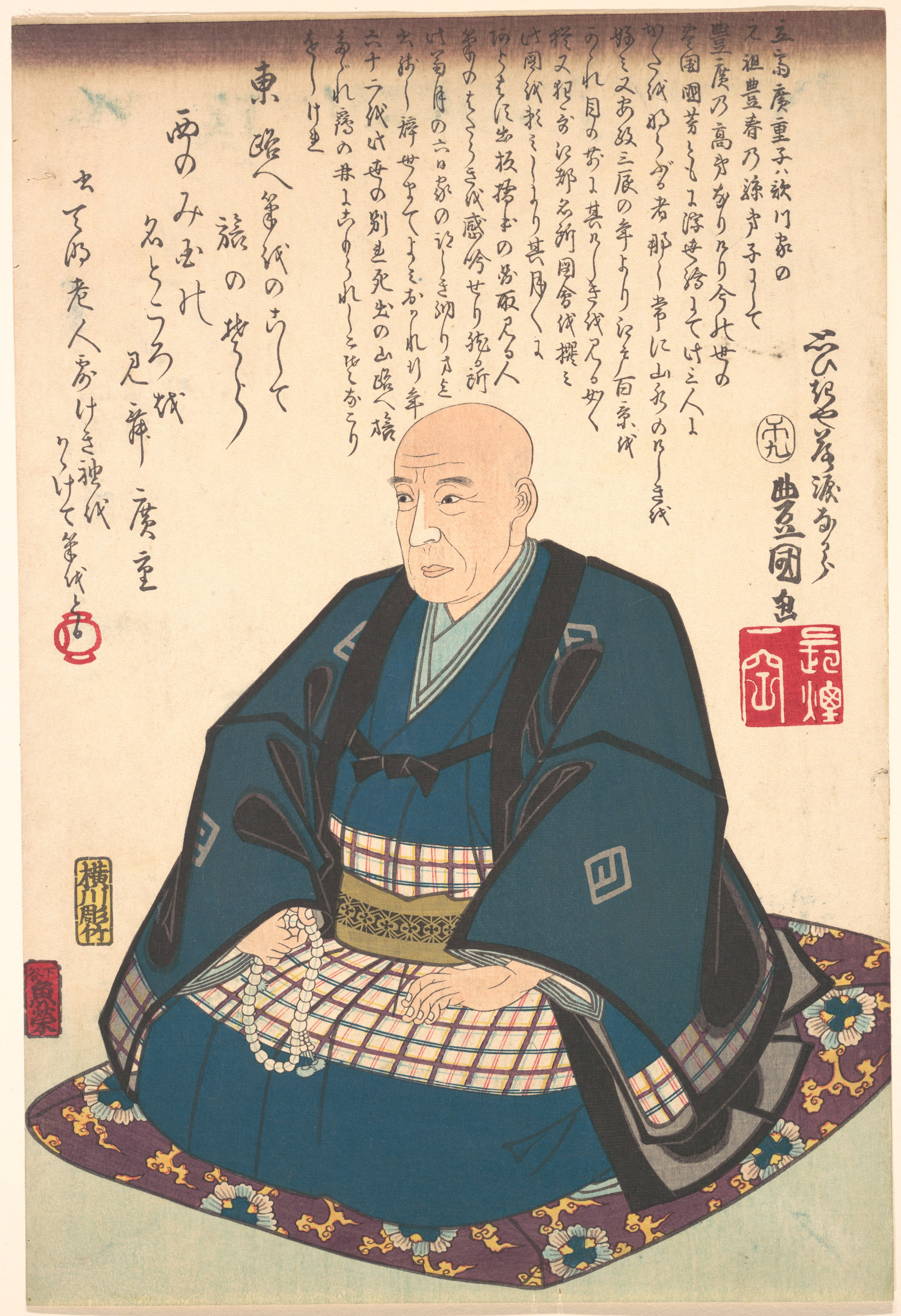
Utagawa Hiroshige
(1797–1858)

- Shiba Zenkō (1750–1793), Schriftsteller und Schauspieler
- Torii Kiyonaga (1752–1815), Holzschnittkünstler
- Ishikawa Masamochi (1754–1830), Schriftsteller
- Tsuruya Namboku IV. (1755–1829), Kabuki-Autor
- Kubo Shumman (1757–1820), Maler
- Yashiro Hirokata (1758–1841), Gelehrter und Kalligraph
- Matsudaira Sadanobu (1759–1829), Daimyō
- Katsushika Hokusai (1760–1849), Holzschnittkünstler und Maler
- Sakai Hōitsu (1761–1828), Maler
- Santō Kyōden (1761–1816), Schriftsteller und Künstler
- Kyokutei Bakin (1767–1848), Schriftsteller
- Utagawa Toyokuni (1769–1825), Holzschnittkünstler
- Tokugawa Ienari (1773–1841), Shōgun
- Shikitei Samba (1776–1822), Schriftsteller
- Hasegawa Settan (1778–1843), Maler
- Totoya Hokkei (1780–1850), Maler
- Kikuchi Yōsai (1781–1878), Maler
- Ōkubo Tadazane (1782–1837), Daimyō
- Ryūtei Tanehiko (1783–1842), Schriftsteller
- Iwasaki Kan’en (1786–1842), Samurai und Botaniker
- Utagawa Kunisada (1786–1865), Holzschnittkünstler und Maler
- Hana Sanjin (1790–1858), Autor
- Tokugawa Ieyoshi (1793–1853), Shōgun
- Watanabe Kazan (1793–1841), Maler und Wissenschaftler
- Haruki Nammei (1795–1878), Maler
- Suzuki Kiitsu (1796–1858), Maler
- Utagawa Hiroshige (1797–1858), Holzschnittkünstler
- Saitō Setsudō (1797–1865), konfuzianischer Gelehrter
- Utagawa Kuniyoshi (1798–1861), Holzschnittkünstler

## 19. Jahrhundert

### 1801–1850

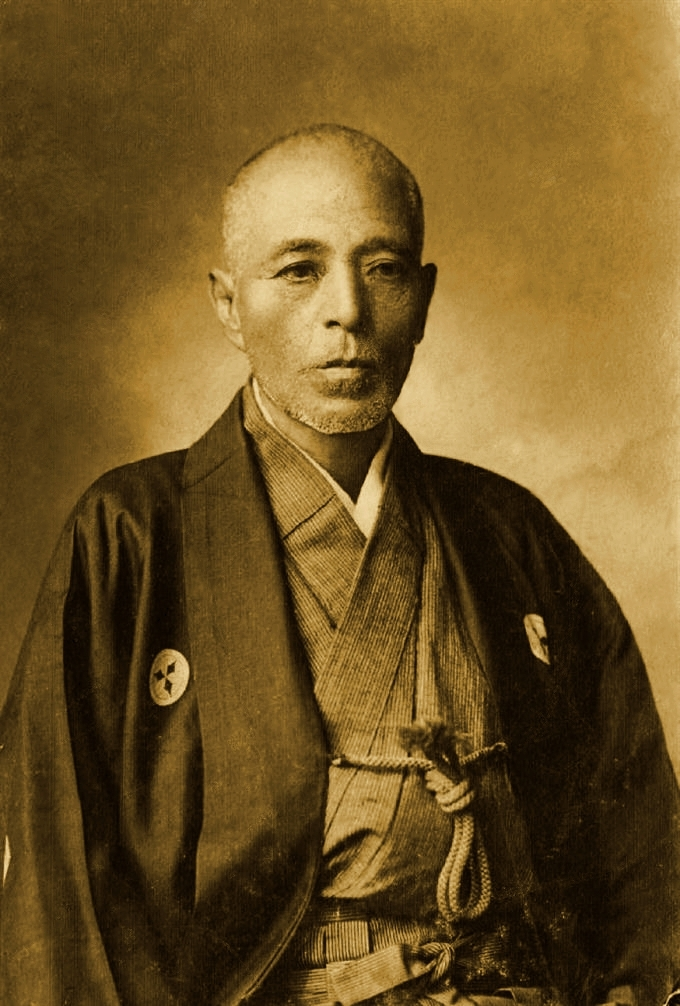
Saitō Hajime
(1844–1915)

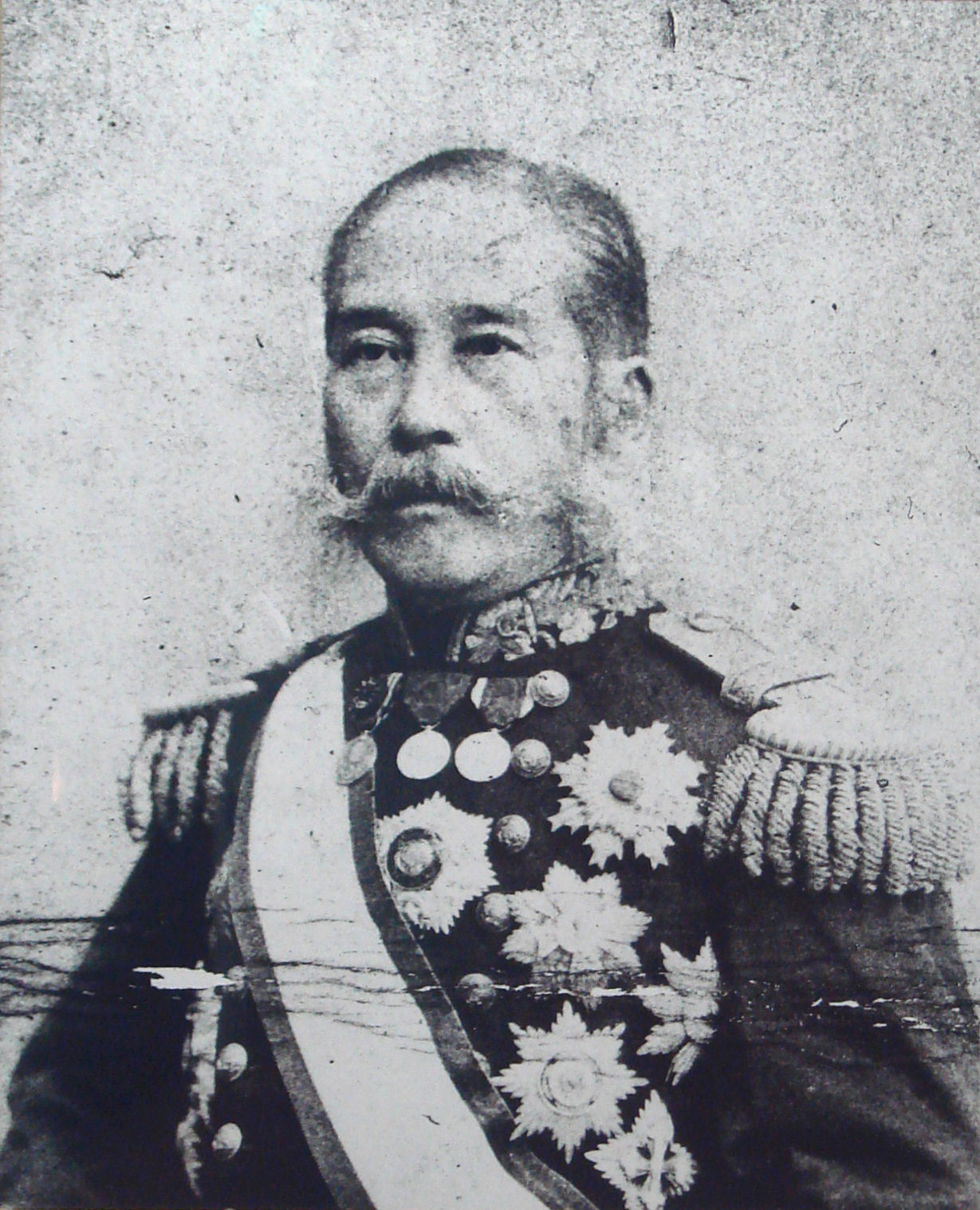
Enomoto Takeaki
(1836–1908)

- Tsubaki Chinzan (1801–1854), Maler
- Shibata Zeshin (1807–1891), Maler
- Shimazu Nariakira (1809–1858), Daimyō
- Tazaki Sōun (1815–1898), Maler
- Kawatake Mokuami (1816–1893), Kabuki-Autor
- Abe Masahiro (1819–1857), Staatsmann
- Katsu Kaishū (1823–1899), Staatsmann und Schiffsbauingenieur
- Utagawa Kunisada II. (1823–1880), Holzschnittkünstler und Maler
- Tokugawa Iesada (1824–1858), Shōgun
- Suzuki Hyakunen (1828–1891), Maler
- Takahashi Yuichi (1828–1894), Maler
- Kanagaki Robun (1829–1894), Schriftsteller
- Ochiai Yoshiiku (1833–1904), Maler
- Toyohara Kunichika (1835–1900), Maler
- Enomoto Takeaki (1836–1908), Admiral
- Tokugawa Yoshinobu (1837–1913), Shōgun
- Nagakura Shimpachi (1839–1915), Samurai
- Tsukioka Yoshitoshi (1839–1892), Holzschnittkünstler
- Nakajima Utako (1844–1903), Dichterin
- Okita Sōji (ca. 1844–1868), Samurai
- Saitō Hajime (1844–1915), Samurai
- Tokugawa Iemochi (1846–1866), Shōgun
- Kobayashi Kiyochika (1847–1915), Holzschnittkünstler
- Ōtsuki Fumihiko (1847–1928), Lexikograph, Linguist und Historiker
- Ishii Teiko (1848–1897), Maler und Holzschnittkünstler
- Julius Scriba (1848–1905), deutscher Chirurg
- Utagawa Kunisada III. (1848–1920), Holzschnittkünstler und Maler
- Nogi Maresuke (1849–1912), General

### 1851–1870
- Kawamura Kiyoo (1852–1934), Maler

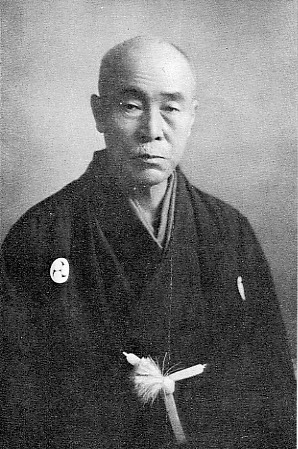
Sone Tatsuzō
(1852–1937)

Natsume Sōseki
(1867–1916)

- Ōmori Harutoyo (1852–1912), Chirurg
- Sone Tatsuzō (1852–1937), Maler
- Takamura Kōun (1852–1934), Bildhauer
- Takahashi Korekiyo (1854–1936), Politiker
- Aeba Kōson (1855–1922), Schriftsteller
- Kikuchi Dairoku (1855–1917), Mathematiker und Politiker
- Goseda Yoshimatsu (1855–1915), Maler
- Asai Chū (1856–1907), Maler
- Hara Takashi (1856–1921), Politiker
- Watanabe Yūkō (1856–1942), Malerin
- Takeuchi Kyūichi (1857–1916), Bildhauer
- Uemura Masahisa (1858–1925), Geistlicher
- Tanaka Chigaku (1861–1939), buddhistischer Aktivist und Nationalist
- Uchimura Kanzō (1861–1930), Theologe, Kolumnist und Pazifist
- Harada Naojirō (1863–1899), Maler
- Shirai Mitsutarō (1863–1932), Phytopathologe
- Tsuboi Shōgorō (1863–1913), Archäologe und Begründer der japanischen Ethnologie
- Murakami Kijō (1865–1938), Lyriker
- Futabatei Shimei (1864–1909), Schriftsteller und Übersetzer
- Mizuno Toshikata (1866–1908), Holzschnittkünstler
- Nakamura Fusetsu (1866–1943), Maler
- Shin Hirayama (1867–1945), Astronom
- Kōda Rohan (1867–1947), Schriftsteller
- Natsume Sōseki (1867–1916), Schriftsteller
- Ueda Kazutoshi (1867–1937), Sprachwissenschaftler
- Ogawa Usen (1868–1938), Maler
- Ozaki Kōyō (1868–1903), Schriftsteller
- Uchida Roan (1868–1929), Schriftsteller und Übersetzer
- Yamada Bimyō (1868–1910), Schriftsteller und Dichter
- Ikegai Shōtarō (1869–1934), Erfinder und Industriepionier
- Yasui Tetsu (1870–1945), Pädagogin

### 1871–1880

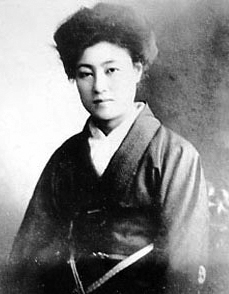
Kawakami Sadayakko (1871–1946)

- Kawakami Sadayakko (1871–1946), Schauspielerin und Tänzerin
- Yuasa Takejirō (1871–1904), Marineoffizier
- Ii Yōhō (1871–1932), Schauspieler
- Higuchi Ichiyō (1872–1896), Schriftstellerin
- Okamoto Kidō (1872–1939), Dramatiker
- Hirata Tokuboku (1873–1943), Anglist
- Mitsuko Coudenhove-Kalergi (1874–1941), Adlige
- Hon’inbō Shūsai (1874–1940), Go-Spieler
- Kita Roppeita XIV. (1874–1971), Nō-Darsteller
- Ueda Bin (1874–1916), Dichter und Übersetzer
- Fushimi Hiroyasu (1875–1946), Flottenadmiral der Kaiserlich Japanischen Marine
- Kambara Ariake (1876–1952), Lyriker
- Kaneko Kun’en (1876–1951), Tanka-Poet
- Andō Masazumi (1876–1955), Journalist und Politiker
- Matsumoto Jōji (1877–1954), Rechtsgelehrter
- Shibata Keita (1877–1946), Biochemiker
- Tsujimoto Mitsumaru (1877–1940), Chemiker
- Kō Andō (1878–1963), Violinistin (aus Taitō)
- Arishima Takeo (1878–1923), Schriftsteller
- Kiyokata Kaburagi (1878–1972), Maler (aus Chiyoda)
- Katayama Hiroko (1878–1957), Lyrikerin und Übersetzerin
- Yoshida Shigeru (1878–1967), Politiker (aus Chiyoda)
- Murata Shōzō (1878–1957), Unternehmer und Politiker
- Terada Torahiko (1878–1935), Physiker und Essayist
- Nagai Kafū (1879–1959), Schriftsteller
- Taki Rentarō (1879–1903), Komponist
- Koyama Eitatsu (1880–1945), Maler
- Walter Hans Schultze (1880–1964), deutscher Bakteriologe

### 1881–1890

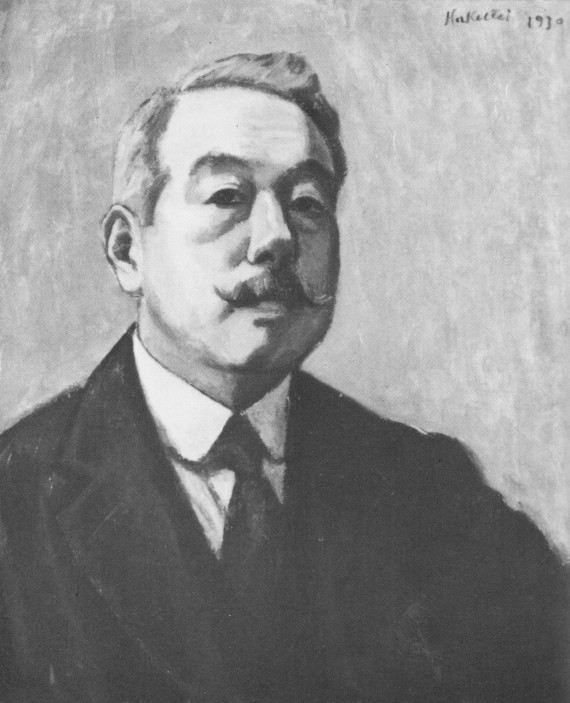
Ishii Hakutei
(1882–1958)

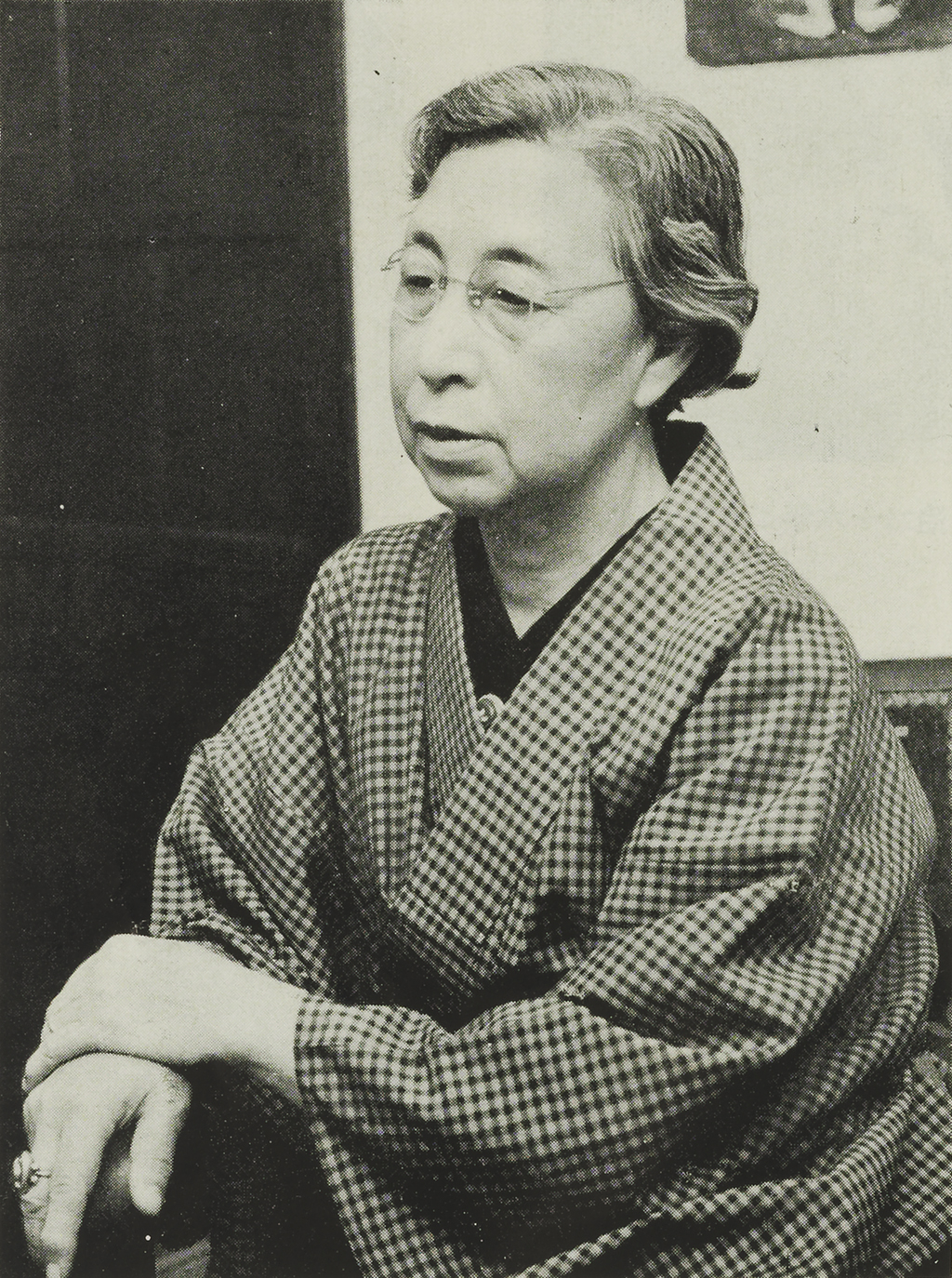
Hiratsuka Raichō
(1886–1971)

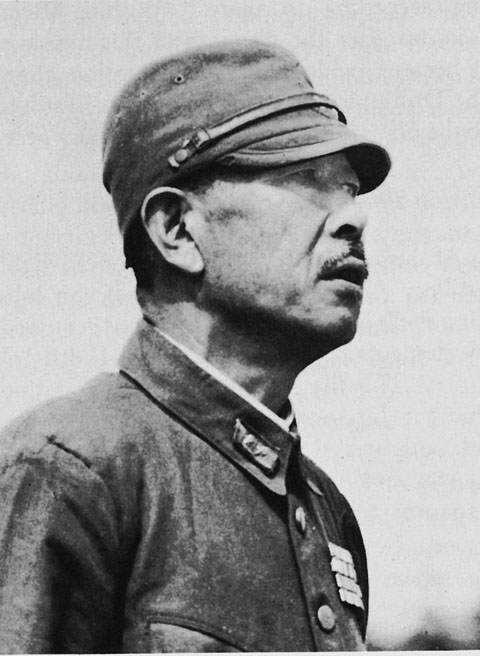
Adachi Hatazō
(1890–1947)

- Ishihara Jun (1881–1947), Physiker
- Yamashita Shintarō (1881–1966), Maler
- Asahina Yasuhiko (1881–1975), Chemiker und Lichenologe (aus Sumida)
- Ishii Hakutei (1882–1958), Maler und Grafiker
- Kawada Jun (1882–1966), Wirtschaftsmanager und Lyriker
- Oda Kazuma (1882–1956), Maler
- Okada Mokichi (1882–1955), Religionsgründer und Kunstsammler
- Tobari Kogan (1882–1927), Bildhauer und Holzschnittkünstler
- Takahashi Sankichi (1882–1966), Seeoffizier der Kaiserlich Japanischen Marine
- Fumio Asakura (1883–1964), Bildhauer
- Ichirō Hatoyama (1883–1959), Politiker
- Tsuji Jun (1884–1944), eine der zentralen Figuren des Dadaismus in Japan
- Hasui Kawase (1883–1957), Holzschnittkünstler
- Kōtarō Takamura (1883–1956), Bildhauer und Lyriker
- Iwanaga Yūkichi (1883–1939), Nachrichtenagentur-Direktor
- Tōjō Misao (1884–1966), Dialektforscher
- Seisensui Ogiwara (1884–1976), Dichter (aus Minato)
- Okamura Yasuji (1884–1966), General
- Tamura Toshiko (1884–1945), Feministin und Schriftstellerin (in Taitō)
- Tanzan Ishibashi (1884–1973), Politiker (aus Minato)
- Tōjō Hideki (1884–1948), General (aus Chiyoda)
- Ishikawa Ichirō (1885–1970), Manager und Wirtschaftsfachmann
- Ryūshi Kawabata (1885–1966), Maler (aus Ōta)
- Kubota Tadahiko (1885–1952), Mathematiker (aus Minato)
- Saneatsu Mushanokōji (1885–1976), Schriftsteller und Maler (aus Chiyoda)
- Naka Kansuke (1885–1965), Schriftsteller
- Tanabe Hajime (1885–1962), Philosoph
- Mukai Tadaharu (1885–1982), Unternehmer und Politiker
- Maeda Toshinari (1885–1942), Generalleutnant der Kaiserlichen Armee
- Uchida Yoshikazu (1885–1972), Architekt
- Tsuguharu Foujita (1886–1968), Maler und Grafiker
- Yamamura Kōka (1886–1942), Maler (aus Shinagawa)
- Hiratsuka Raichō (1886–1971), Autorin, Journalistin und Feministin
- Tanizaki Jun’ichirō (1886–1965), Schriftsteller (aus Chūō)
- Yamada Kōsaku (1886–1965), Komponist und Dirigent
- Yoshii Isamu (1886–1960), Lyriker und Dramatiker (aus Minato)
- Gentarō Koito (1887–1978), Maler und Holzschnittkünstler
- Minakami Takitarō (1887–1940), Schriftsteller
- Kawaji Ryūkō (1888–1959), Lyriker
- Nagayo Yoshirō (1888–1961), Schriftsteller
- Kawakami Jōtarō (1889–1965), Politiker
- Mantarō Kubota (1889–1963), Schriftsteller (aus Taitō)
- Yanagi Muneyoshi (1889–1961), Kunstkritiker und Religionsphilosoph
- Shūgyo Murata (1889–1967), Lyriker
- Nagamichi Kuroda (1889–1978), Ornithologe
- Okamoto Kanoko (1889–1939), Schriftstellerin (aus Minato)
- Togyū Okumura (1889–1990), Maler
- Iwashita Sōichi (1889–1940), katholischer Priester und Philosoph
- Helen Waddell (1889–1965), nordirische Schriftstellerin und Übersetzerin
- Adachi Hatazō (1890–1947), General
- Kishida Kunio (1890–1954), Schriftsteller und Übersetzer
- Kokontei Shinshō V. (1890–1973), Rakugo-Sprecher
- Uemura Tamaki (1890–1982), christliche Aktivistin

### 1891–1900

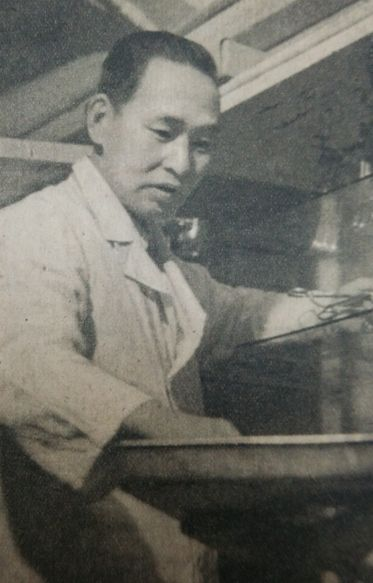
Shūōshi Mizuhara
(1892–1981)

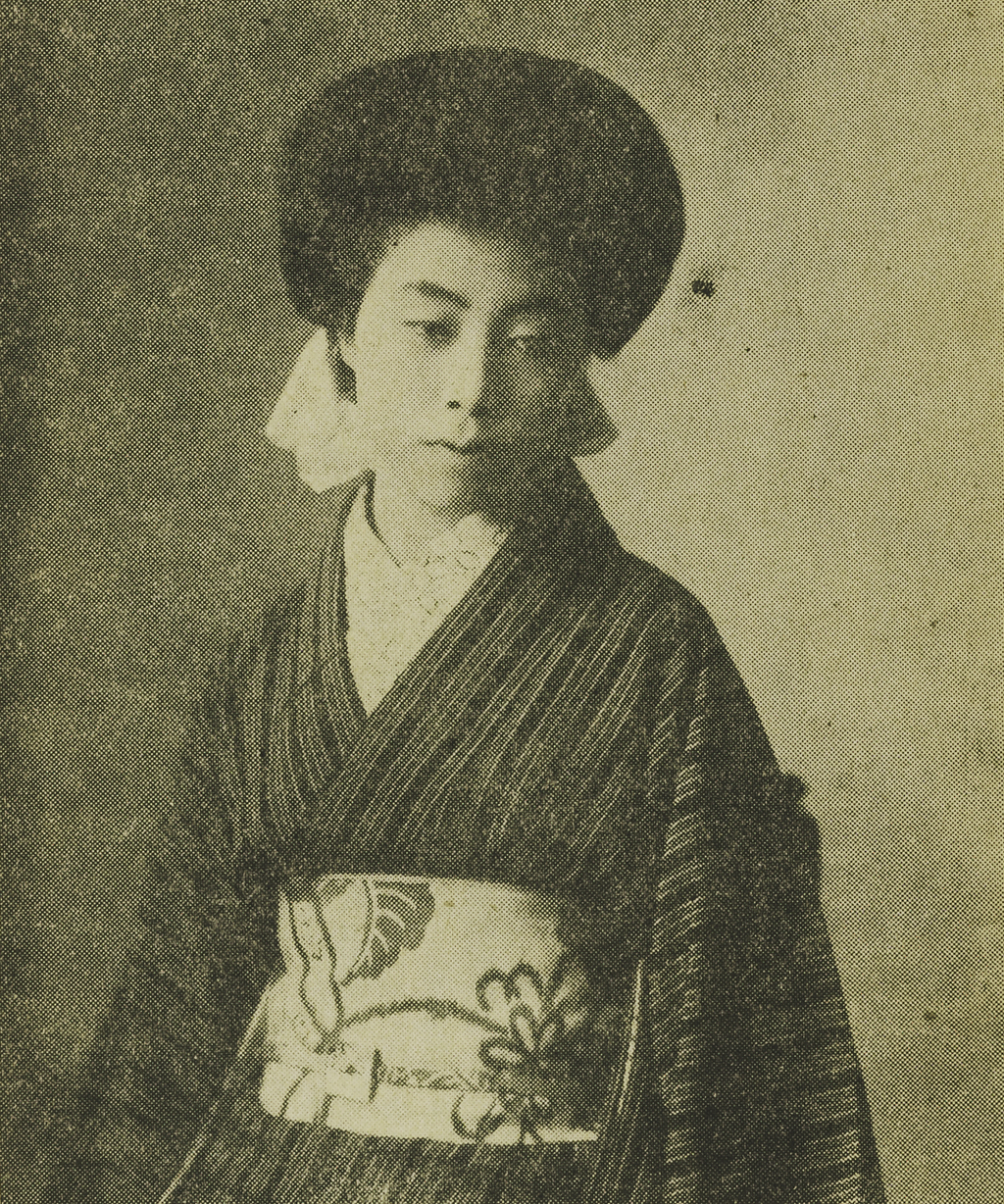
Shizue Katō
(1897–2001)

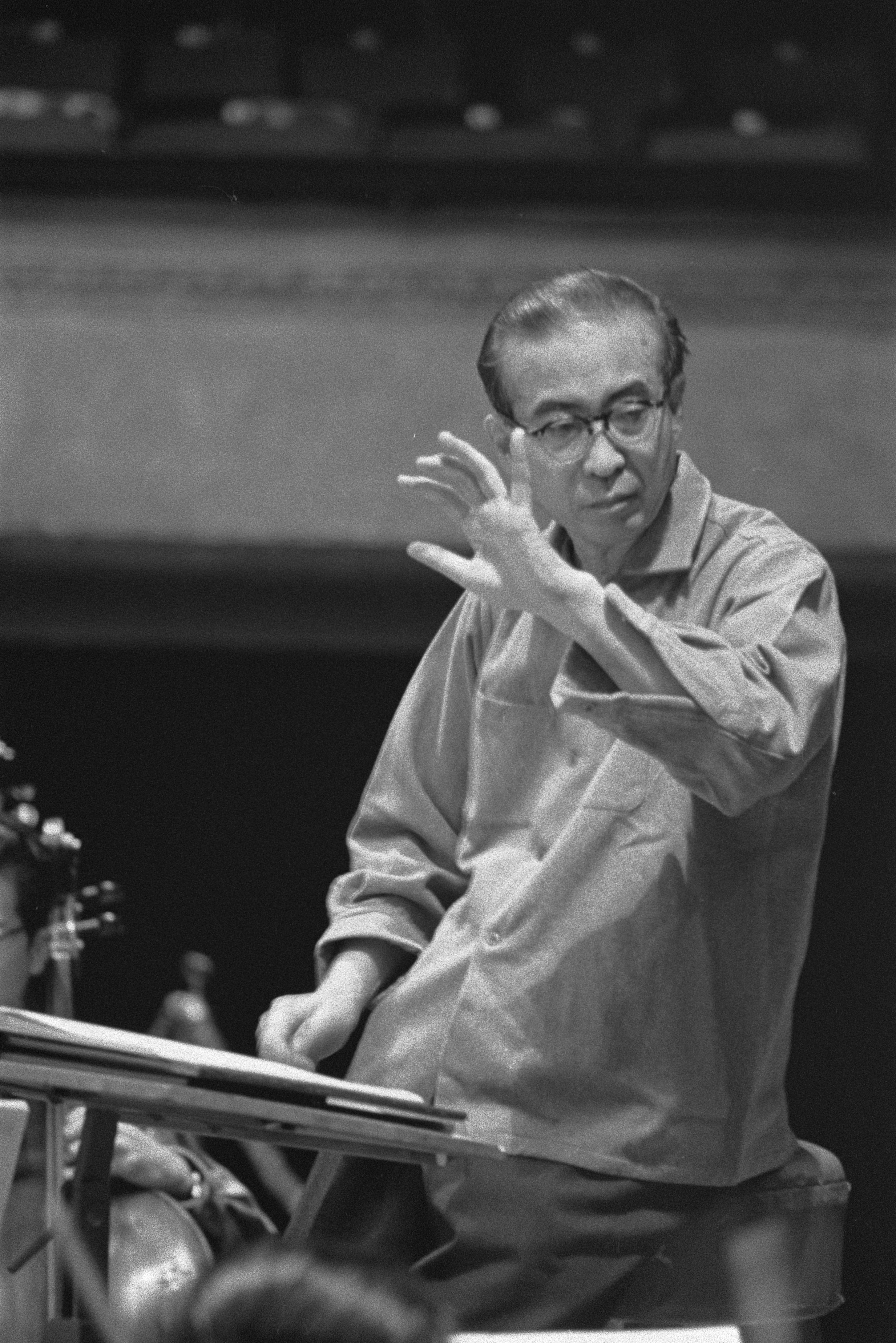
Hidemaro Konoe
(1898–1973)

- Kazuo Hirotsu (1891–1968), Schriftsteller (aus Shinjuku)
- Santarō Kawakami (1891–1968), Lyriker
- Taigetsu Koyama (1891–1946), Maler
- Yasunosuke Takagi (1891–1941), Maler
- Mishō Tonouchi (1891–1964), Maler
- Ryūnosuke Akutagawa (1892–1927), Dichter und Schriftsteller
- Toyokichi Hata (1892–1956), Geschäftsmann, Regisseur, Übersetzer, Essayist und Entertainer
- Daigaku Horiguchi (1892–1981), Lyriker und Übersetzer
- Yamamoto Kiyoshi (1892–1963), Agraringenieur
- Shūōshi Mizuhara (1892–1981), Dichter (aus Chiyoda)
- Kihachi Ozaki (1892–1974), Schriftsteller (aus Chūō)
- Fūdō Tomitori (1892–1983), Maler
- Somiya Ichinen (1893–1994), Yōga-Maler, Essayist und Tanka-Dichter
- Michio Itō (1893–1961), Tänzer und Choreograph
- Ryūnosuke Kusaka (1893–1971), Admiral
- Richard Nikolaus Coudenhove-Kalergi (1894–1972), japanisch-österreichischer Schriftsteller und Politiker
- Hayami Gyoshū (1894–1935), Maler
- Uemura Kōgorō (1894–1978), Bürokrat und Geschäftsmann
- Masajirō Kojima (1894–1994), Schriftsteller (aus Taitō)
- Kido Shirō (1894–1977), Filmproduzent
- Murata Minoru (1894–1937), Filmproduzent
- Wells Coates (1895–1958), kanadischer Architekt, Stadtplaner und Designer
- Kenji Imai (1895–1987), Architekt
- Itō Noe (1895–1923), Feministin und Anarchistin
- Shūkichi Mitsukuri (1895–1971), Komponist
- Tatsushirō Takabatake (1895–1976), Maler
- Shizuo Ban (1896–1989), Bauingenieur
- Sakanishi Shio (1896–1976), Sozialkritikerin und Essayistin
- Tsuchiya Takao (1896–1988), Wirtschaftswissenschaftler
- Tatsuo Hayashi (1896–1984), Philosoph
- Aiichirō Fujiyama (1897–1985), Politiker und Unternehmer
- Chōko Iida (1897–1972), Schauspielerin (aus Taitō)
- Shizue Katō (1897–2001), Feministin
- Bōsha Kawabata (1897–1941), Haiku-Dichter
- Tatsujirō Shimizu (1897–1992), Mathematiker
- Chōfū Takehara (1897–1947), Maler
- Elizabeth P. Farrington (1898–1984), amerikanische Politikerin
- Yoshi Hijikata (1898–1959), Theaterleiter
- Shinsui Itō (1898–1972), Maler und Holzschnittkünstler
- Hidemaro Konoe (1898–1973), Dirigent
- Mizoguchi Kenji (1898–1956), Regisseur
- Nomura Manzō VI. (1898–1978), Kyōgen-Darsteller der Izumi-Schule (和泉流) und Nō-Maskenkünstler
- Shikanosuke Oka (1898–1978), Maler (aus Minato)
- Saeki Ozawa (1898–1968), Politiker
- Mori Yoshitoshi (1898–1992), Künstler
- Takeharu Asō (1899–1993), Bergsteiger und Skilangläufer (aus Minato)
- Takako Hashimoto (1899–1963), Dichterin
- Nitta Isamu (1899–1984), Physiker und Kristallograph
- Jun Ishikawa (1899–1987), Schriftsteller und Übersetzer (aus Taitō)
- Ōba Iwao (1899–1975), Archäologe
- Masahiko Katori (1899–1988), Kunsthandwerker
- Matsutarō Kawaguchi (1899–1985), Autor und Filmproduzent (aus Chiyoda)
- Katsumoto Seiichirō (1899–1967), Literaturkritiker
- Miyamoto Yuriko (1899–1951), Schriftstellerin (aus Bunkyō)
- San’ichirō Mizushima (1899–1983), Physikochemiker
- Tomoda Kyōsuke (1899–1937), Schauspieler (in Chūō)
- Toyoichi Yamamoto (1899–1987), Bildhauer
- Iketani Shinzaburō (1900–1933), Schriftsteller und Dramatiker (aus Chūō)
- Tada Fumio (1900–1978), Geograph
- Kotondo Torii (1900–1976), Holzschnittkünstler
- Tosaka Jun (1900–1945), Philosoph
- Amino Kiku (1900–1978), Schriftstellerin
- Nobuko Tsuchiura (1900–1998), Architektin und Fotografin
- Kyūjin Yamamoto (1900–1986), Maler
- Yoshimaro Yamashina (1900–1989), Ornithologe (aus Chiyoda)

## 20. Jahrhundert

### 1901–1910

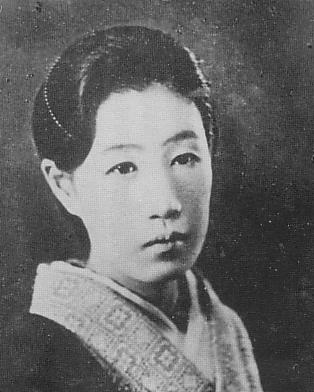
Abe Sada
(1905–ca. 1970)

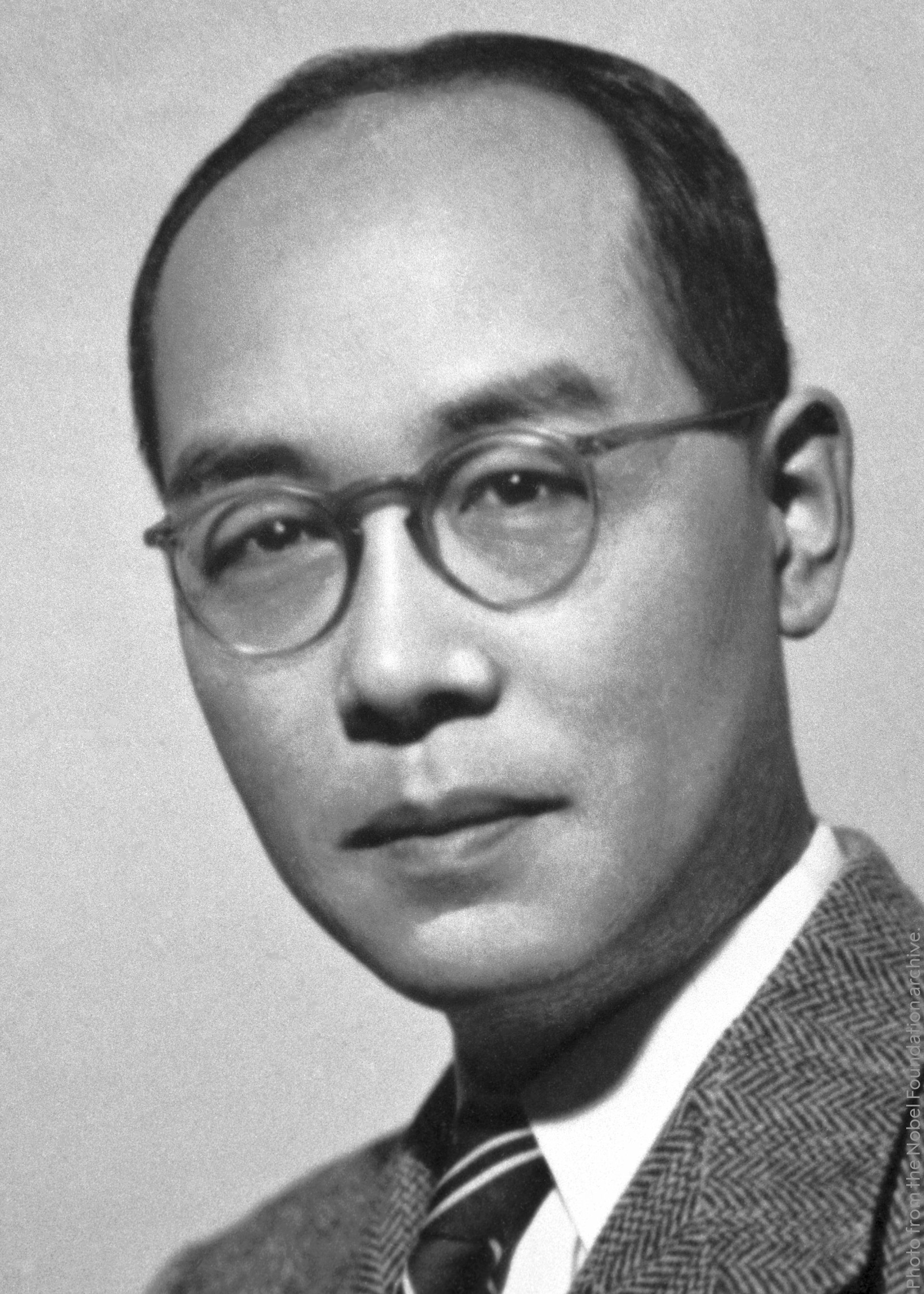
Hideki Yukawa
(1907–1981)

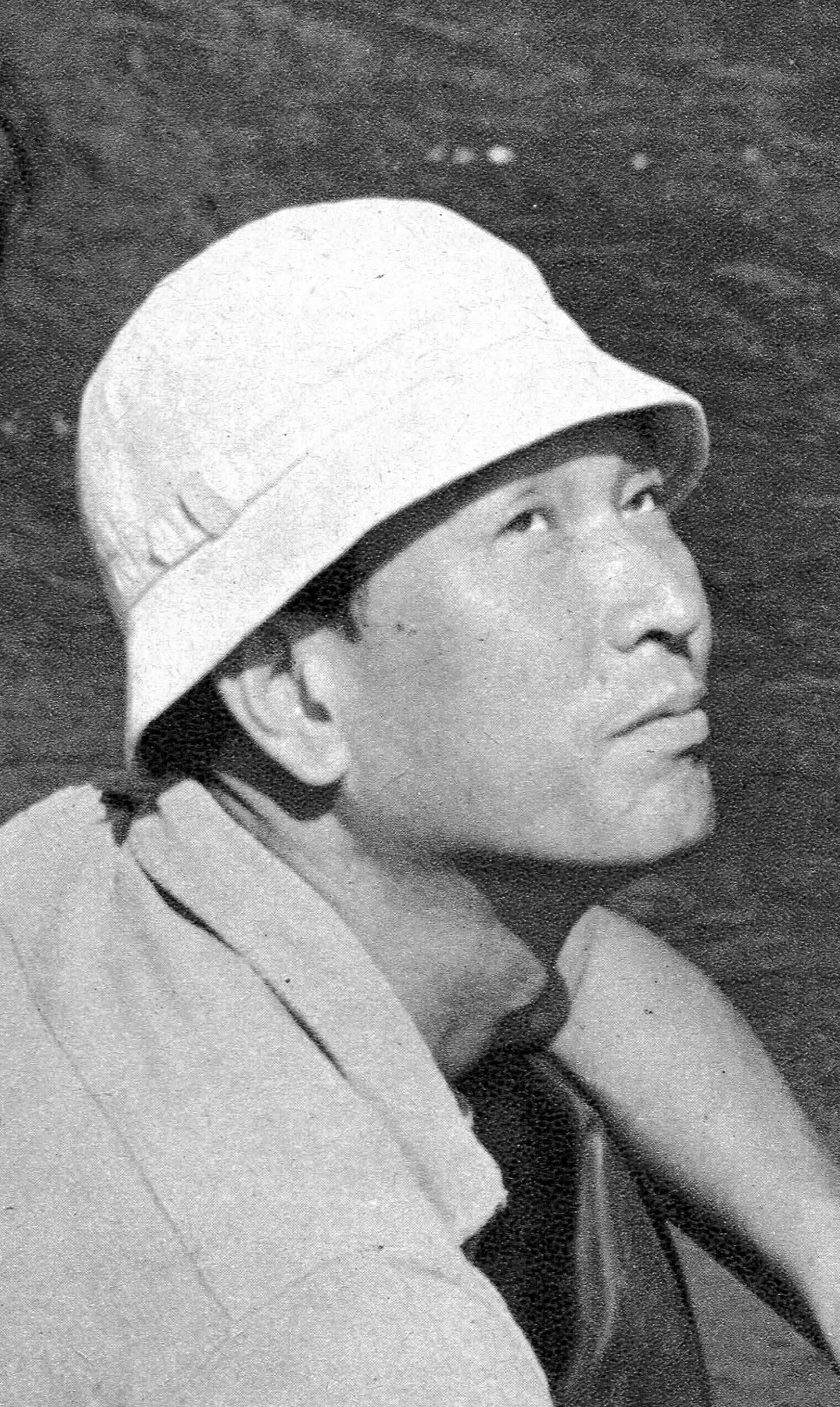
Akira Kurosawa
(1910–1998)

- Sōjō Hino (1901–1956), Dichter (aus Taitō)
- Ihē Kimura (1901–1974), Fotograf (aus Taitō)
- Takano Minoru (1901–1974), Gewerkschaftsfunktionär
- Shirō Murano (1901–1975), Lyriker
- Oguri Mushitarō (1901–1946), Schriftsteller
- Kusatao Nakamura (1901–1983), Dichter (aus Minato)
- Ozaki Hotsumi (1901–1944), Journalist und Spion
- Heinosuke Gosho (1902–1981), Filmregisseur
- Hori Kyūsaku (1900–1974), Geschäftsmann
- Takeichi Nishi (1902–1945), Offizier und Sportreiter (aus Minato)
- Kenji Takahashi (1902–1998), Literaturwissenschaftler (aus Chūō)
- Hiraga Renkichi (1902–1985), Emigrant
- Sugao Yamanouchi (1902–1970), Archäologe (aus Taitō)
- Nishikawa Yasushi (1902–1989), Kalligraph
- Satō Hachirō (1903–1973), Schriftsteller
- Shinjirō Honryō (1903–1971), Politiker und Rugbyspieler
- Tatsuko Hoshino (1903–1984), Dichterin
- Jinzai Kiyoshi (1903–1957), Schriftsteller und Übersetzer
- Saburō Moroi (1903–1977), Komponist
- Kawakita Nagamasa (1903–1981), Importeur und Verleiher von Kinofilmen
- Kenzō Nakajima (1903–1979), Übersetzer und Literaturwissenschaftler (aus Chiyoda)
- Yasujirō Ozu (1903–1963), Regisseur und Drehbuchautor (aus Kōtō)
- Toyoko Takahashi (1903–1981), japanische Schauspielerin
- Ken’ichi Enomoto (1904–1970), Komödiant und Schauspieler (aus Minato)
- Seiichi Funabashi (1904–1976), Schriftsteller
- Hirose Gen (1904–1996), Unternehmer
- Hori Tatsuo (1904–1953), Schriftsteller und Übersetzer
- Aya Kōda (1904–1990), Essayistin und Schriftstellerin (aus Sumida)
- Senda Koreya (1904–1994), Filmproduzent und Filmschauspieler
- Tatsuo Nagai (1904–1990), Schriftsteller (aus Chiyoda)
- Tomita Tsuneo (1904–1967), Schriftsteller
- Yoshishige Saitō (1904–2001), Maler, Grafiker und Bildhauer
- Inayama Yoshihiro (1904–1987), Unternehmer
- Takamatsu (1905–1987), Prinz
- Fumiko Enchi (1905–1986), Schriftstellerin (aus Taitō)
- Hiroshi Inagaki (1905–1980), Filmregisseur, Drehbuchautor und Schauspieler
- Hatano Kanji (1905–2001), Psychologe
- Shūson Katō (1905–1993), Dichter und Literaturwissenschaftler (aus Ōta)
- Komai Kazuchika (1905–1971), Archäologe
- Kodaira Yoshio (1905–1949), Serienmörder (aus Minato)
- Mikio Naruse (1905–1969), Regisseur, Autor und Produzent
- Noboru Ōshiro (1905–1998), Mangaka
- Abe Sada (1905–ca. 1970), Geisha (aus Chiyoda)
- Yasuo Haruyama (1906–1987), Fußballspieler
- Tomojirō Ikenouchi (1906–1991), Komponist
- Shōkichi Iyanaga (1906–2006), Mathematiker
- Nakayama Sohei (1906–2005), Bankmanager
- Iizuka Kōji (1906–1970), Kulturgeograph und Kritiker
- Takashi Kōno (1906–1999), Grafiker und Designer (aus Chiyoda)
- Matsumoto Takashi (1906–1956), Schriftsteller und Schauspieler (aus Chiyoda)
- Hisashi Suda (1906–2005), Maler
- Osamu Takizawa (1906–2000), Schauspieler
- Shin’ichirō Tomonaga (1906–1979), Physiker
- Tokuyasu Fukuda (1906–1993), Diplomat und Politiker
- Iwasa Yoshizane (1906–2001), Bankfachmann
- Kiichi Aichi (1907–1973), Politiker
- Kishio Hirao (1907–1953), Komponist (aus Chūō)
- Yoritsume Matsudaira (1907–2001), Komponist (aus Bunkyō)
- Xu Daolin (1907–1973), chinesischer Rechtsgelehrter
- Yoshimura Shinkichi (1907–1947), Limnologe
- Shimoda Takesō (1907–1995), Diplomat
- Hideki Yukawa (1907–1981), Physiker und Nobelpreisträger (aus Minato)
- Takashi Asahina (1908–2001), Dirigent
- Hans Theodor Hallier (1908–1982), deutscher Maler
- Yoshimura Junzō (1908–1997), Architekt
- Tanaka Sumie (1908–2000), Drehbuch-Autorin, Schriftstellerin und Essayistin
- Kazu Wakita (1908–2005), Maler
- Michiko de Kowa-Tanaka (1909–1988), Schauspielerin und Sängerin (aus Chiyoda)
- Teiichi Matsumaru (1909–1997), Fußballspieler
- Uchimura Naoya (1909–1989), Dramatiker und Übersetzer
- Shōhei Ōoka (1909–1988), Schriftsteller (aus Shinjuku)
- Yasushi Sugiyama (1909–1993), Maler
- Ono Tadashige (1909–1990), Holzschnittkünstler (aus Sumida)
- Jun Dobashi (1910–1975), Maler und Grafiker
- Sōichi Ichida (1910–1986), Philatelist
- Hisashi Kuno (1910–1969), Geologe, Petrologe und Vulkanologe
- Akira Kurosawa (1910–1998), Filmregisseur (aus Ōta)
- Edwin O. Reischauer (1910–1990), amerikanischer Japanologe
- Akaba Suekichi (1910–1990), Illustrator
- Satoshi Watanabe (1910–1993), Physiker und Wissenschaftsphilosoph

### 1911–1920

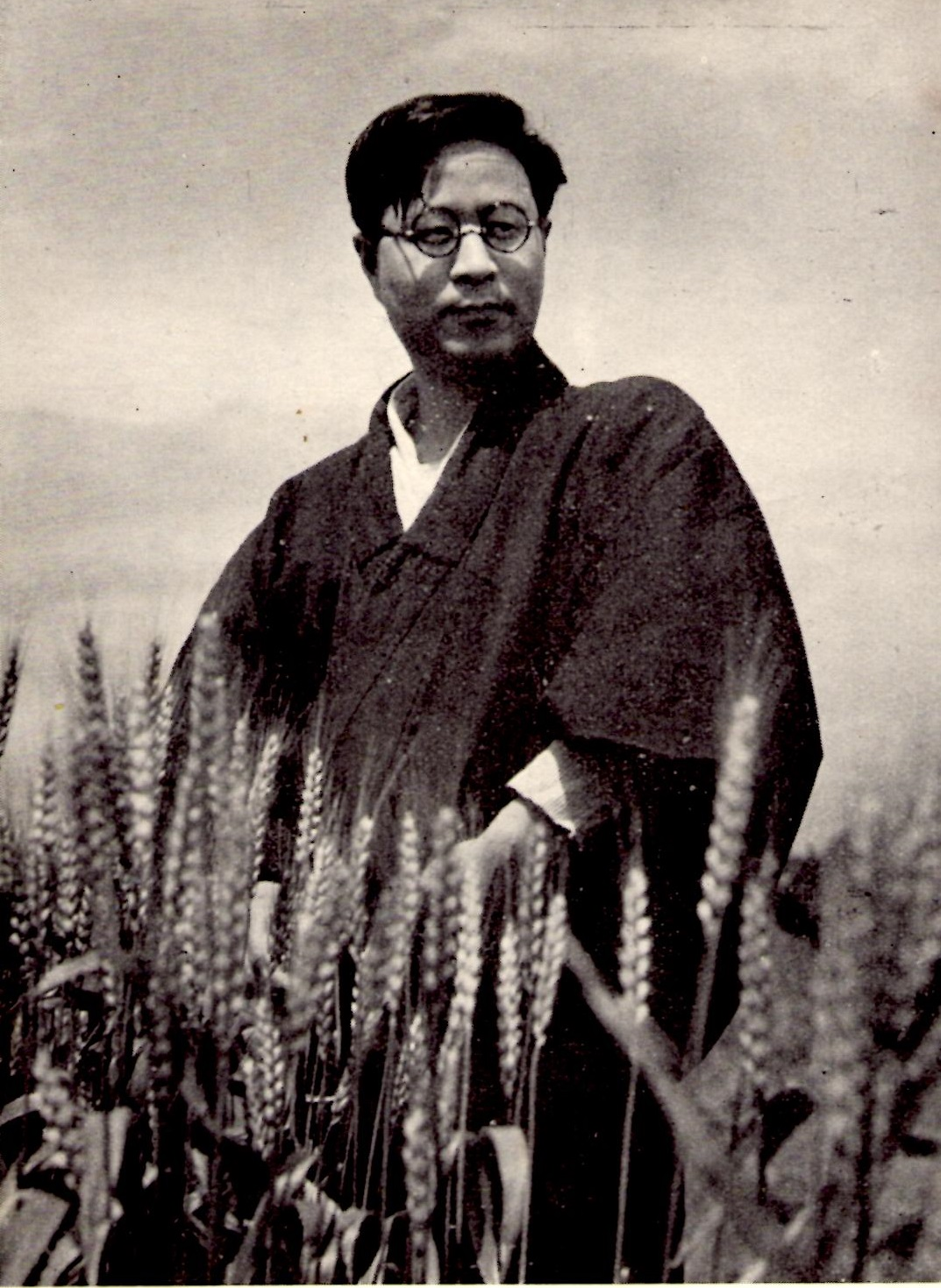
Taijun Takeda
(1912–1976)

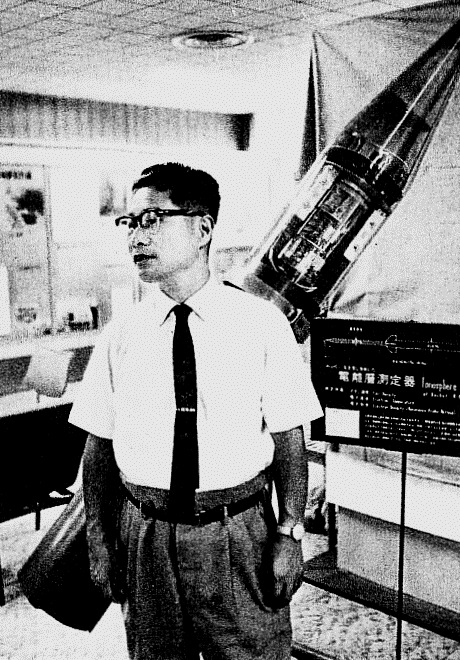
Hideo Itokawa
(1912–1990)

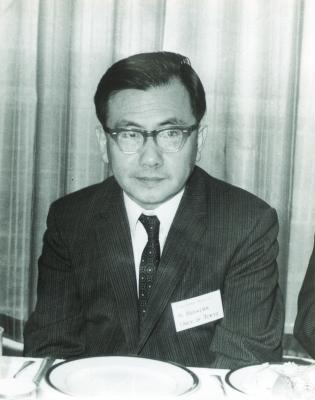
Kodaira Kunihiko
(1915–1997)

- Tokiharu Abe (1911–1996), Ichthyologe
- Hiroshi Hara (1911–1986), Botaniker
- Mitsuo Nakamura (1911–1988), Schriftsteller
- Fujio Noguchi (1911–1993), Schriftsteller (aus Chiyoda)
- Rinzō Shiina (1911–1973), Schriftsteller (aus Setagaya)
- Irie Takako (1911–1995), Filmschauspielerin
- Kikuko Takamatsu (1911–2004), Prinzessin
- Tamiya Torahiko (1911–1988), Schriftsteller
- Tadashi Imai (1912–1991), Filmregisseur
- Hideo Itokawa (1912–1999), Raumfahrtpionier
- Albert Nozaki (1912–2003), Filmarchitekt
- Tsuru Shigeto (1912–2006), Ökonom
- Ishihara Takashi (1912–2003), Unternehmer und Präsident von Nissan
- Taijun Takeda (1912–1976), Schriftsteller
- Kentarō Yano (1912–1993), Mathematiker
- Ken’ichi Yoshida (1912–1977), Schriftsteller
- Saburō Asō (1913–2000), Maler
- Shōko Ema (1913–2005), Dichterin und Librettistin (aus Setagaya)
- Sadao Watanabe (1913–1996), Grafiker
- Yuki Katsura (1913–1991), Malerin
- Seiji Miyaguchi (1913–1985), Schauspieler
- Noboru Nakamura (1913–1981), Regisseur und Drehbuchautor
- Sugihara Sōsuke (1913–1983), Archäologe
- Seizō Suzuki (1913–2000), Rosenzüchter (aus Bunkyō)
- Tanaka Hidemitsu (1913–1949), Schriftsteller (aus Shinjuku)
- Oswald Morris Wynd (1913–1998), britischer Schriftsteller
- Tsunao Aida (1914–1990), Dichter
- Junji Kinoshita (1914–2006), Dramatiker und Übersetzer
- Hiro Saga (1914–1987), Adlige
- Tsuneko Sasamoto (1914–2022), Fotografin
- Yoshiko Shibaki (1914–1991), Schriftstellerin
- Tachihara Michizō (1914–1939), Lyriker
- Hiroshi Hamaya (1915–1999), Fotograf
- Kaoru Ishikawa (1915–1989), Chemiker
- Kodaira Kunihiko (1915–1997), Mathematiker
- Mikasa (1915–2016), Prinz
- Gōzō Shioda (1915–1994), Aikido-Meister (aus Shinjuku)
- Sōri Yanagi (1915–2011), Designer
- Toita Yasuji (1915–1993), Schauspielkritiker, Schriftsteller und Essayist
- Masahisa Goi (1916–1980), Philosoph und Friedensaktivist (aus Taitō)
- John Whitney Hall (1916–1997), amerikanischer Historiker und Japanologe
- Olivia de Havilland (1916–2020), britisch-amerikanische Filmschauspielerin
- Yūichi Inoue (1916–1985), Maler und Kalligraf
- Hisako Koyama (1916–1997), Sonnenbeobachterin
- Nagahisa Kuroda (1916–2009), Ornithologe
- Gotō Noboru (1916–1989), Unternehmer
- Minao Shibata (1916–1996), Komponist
- Joan Fontaine (1917–2013), britische Schauspielerin
- Koremitsu Maetani (1917–1974), Mangaka
- Ryō Ikebe (1918–2010), Filmschauspieler
- Hatoyama Iichirō (1918–1993), Beamter und Politiker
- Utako Okamoto (1918–2016), Ärztin
- Shin’ichirō Nakamura (1918–1997), Schriftsteller
- Harada Yoshito (1918–1960), Germanist in der späten Shōwa-Zeit und Professor an der Universität Tokio
- Shūichi Katō (1919–2008), Kultur- und Literaturwissenschaftler (aus Shibuya)
- Yoshitarō Nomura (1919–2005), Filmregisseur (aus Taitō)
- Kōzō Okazaki (1919–2005), Kameramann
- Tatsuzō Shimaoka (1919–2007), Töpfer und Kunsthandwerker (aus Minato)
- Iizuka Shōkansai (1919–2004), Kunsthandwerker (aus Bunkyō)
- Nobuo Ayukawa (1920–1986), Lyriker
- Sekine Hiroshi (1920–1994), Dichter und Literaturkritiker
- Rin Ishigaki (1920–2004), Dichterin
- Tetsurō Komai (1920–1976), Grafiker
- Katsuko Saruhashi (1920–2007), Geochemikerin
- Franklin J. Schaffner (1920–1989), amerikanischer Filmregisseur
- Akiyama Shōtarō (1920–2003), Fotograf
- Nejiko Suwa (1920–2012), Violinistin
- Kōichi Tōhei (1920–2011), Aikidō-Lehrer

### 1921–1930
- Kan Ishii (1921–2009), Komponist

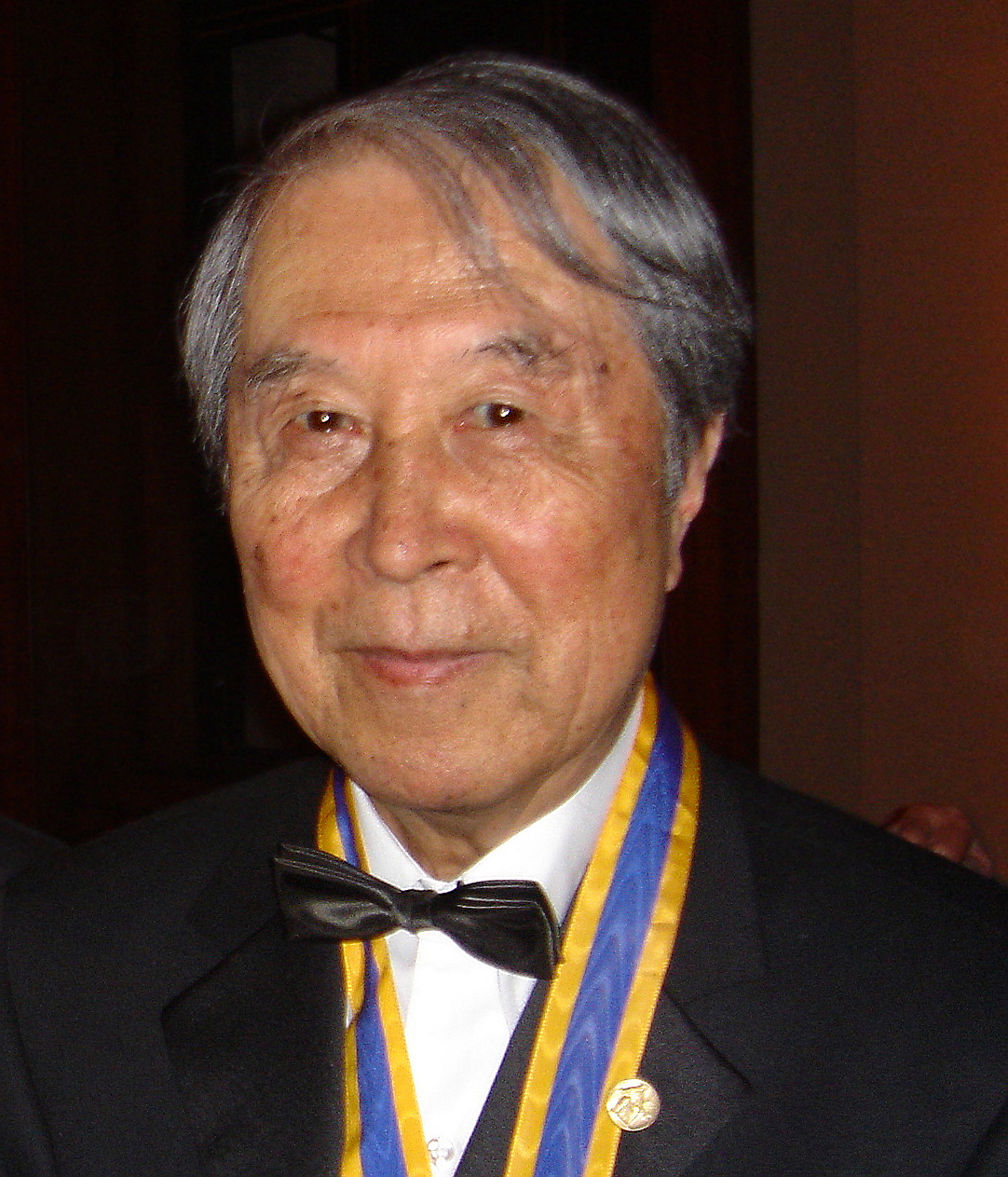
Yōichirō Nambu
(1921–2015)

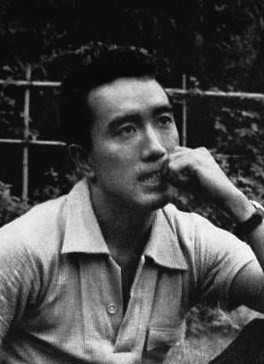
Mishima Yukio
(1925–1970)

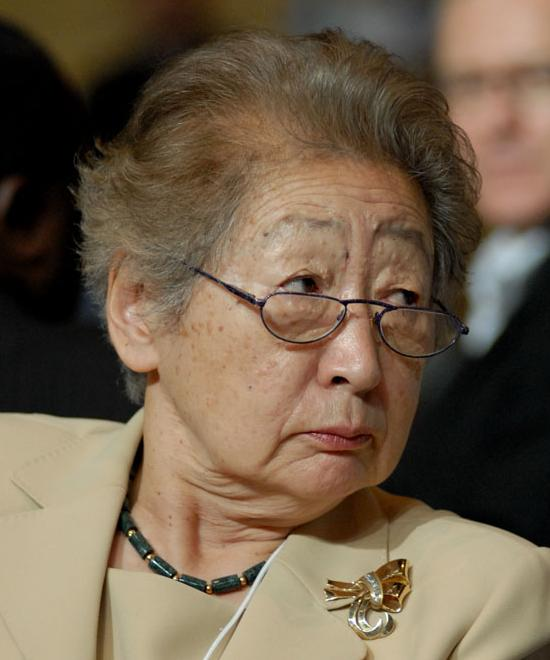
Sadako Ogata
(* 1927)

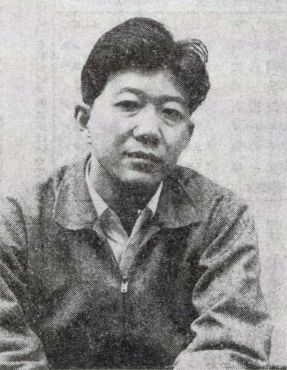
Morio Kita
(1927–2011)

- Hiroshi Miyazawa (1921–2012), Politiker (aus Shibuya)
- Yōichirō Nambu (1921–2015), Physiker
- Setsurō Ebashi (1922–2006), Physiologe
- Hideo Gomi (1922–2010), Maler
- Tsurumi Shunsuke (1922–2015), Philosoph und Gesellschaftskritiker
- Tetsurō Tamba (1922–2006), Schauspieler
- Shūsaku Endō (1923–1996), Schriftsteller (aus Toshima)
- Den Hideo (1923–2009), Journalist und Politiker
- Tsuna Iwami (1923–2012), Komponist
- Isao Matsuura (1923–2002), Politiker
- Yoshinao Nakada (1923–2000), Komponist (aus Shibuya)
- Jun Negami (1923–2005), Schauspieler
- Yoshio Shirai (1923–2003), Boxer
- Ikenami Shōtarō (1923–1990), Schriftsteller, Schauspielautor und Filmkritiker
- Shigenobu Takayanagi (1923–1983), Dichter
- Tamura Ryūichi (1923–1998), Lyriker
- Seijun Suzuki (1923–2017), Filmregisseur, Drehbuchautor und Schauspieler
- Hitomi Yamaguchi (1923–1995), Schriftsteller
- Kōbō Abe (1924–1993), Schriftsteller
- Shintarō Abe (1924–1991), Politiker (aus Shinjuku)
- Chikage Awashima (1924–2012), Schauspielerin
- Seiji Fujishiro (* 1924), Schattenbildkünstler (aus Meguro)
- Masaru Kawasaki (1924–2018), Komponist und Dirigent
- Masatake Kuranishi (1924–2021), Mathematiker
- Yoshirō Muraki (1924–2009), Kostüm- und Szenenbildner
- Yosihiko H. Sinoto (1924–2017), Anthropologe
- Yoshimoto Takaaki (1924–2012), Lyriker und Philosoph (aus Chūō)
- Usami Tadanobu (1925–2011), Gewerkschaftsführer
- Kawasaki Tomisaku (1925–2020), Kinderarzt
- Tōichirō Kinoshita (1925–2023), Physiker
- Yasutaka Komiya (1925–2017), Kunsthandwerker (aus Taitō)
- Yukio Mishima (1925–1970), Schriftsteller und Aktivist (aus Shinjuku)
- Masaya Nakamura (1925–2017), Unternehmer
- Yamamoto Tarō (1925–1988), Dichter
- Tsuneo Tamagawa (1925–2017), Mathematiker
- Kunio Tsuji (1925–1999), Schriftsteller
- Shin’ichi Hoshi (1926–1997), Science-Fiction-Schriftsteller
- Momo Iida (1926–2011), Schriftsteller (aus Minato)
- Shōhachi Ishii (1926–1980), Ringer
- Kō Nakahira (1926–1978), Regisseur und Drehbuchautor
- Tetsuji Nishikawa (1926–2010), Physiker
- Miura Shumon (1926–2017), Schriftsteller
- Aizawa Tadahiro (1926–1989), Geschäftsmann und Amateur-Archäologe
- Hiroshi Inose (1927–2000), Elektroingenieur
- Seizō Katō (1927–2014), Synchronsprecher
- Morio Kita (1927–2011), Schriftsteller und Psychiater (aus Minato)
- Sadako Ogata (1927–2019), UN-Diplomatin
- Hiroshi Teshigahara (1927–2001), Filmregisseur (aus Chiyoda)
- Seiichi Yashiro (1927–1998), Dramatiker, Drehbuchautor, Autor und Übersetzer
- Shōji Yūki (1927–1996), Schriftsteller
- Kiyoshi Atsumi (1928–1996), Schauspieler (aus Taitō)
- Akiko Baba (* 1928), Schriftstellerin und Literaturwissenschaftlerin
- Daisaku Ikeda (1928–2023), Schriftsteller
- Ryūtarō Komiya (1928–2022), Wirtschaftswissenschaftler
- Ryū Mitsuse (1928–1999), Science-Fiction-Autor (aus Arakawa)
- Ken Moroi (1928–2006), Unternehmer
- Hidetaka Nishiyama (1928–2008), Karatemeister (aus Kōtō)
- Tamio Ōki (1928–2017), Synchronsprecher
- Mikio Satō (1928–2023), Mathematiker
- Tatsuhiko Shibusawa (1928–1987), Schriftsteller und Übersetzer
- Kaoru Ueda (1928–2001), Maler
- Yashiro Akio (1929–1976), Komponist
- Keizō Hino (1929–2002), Schriftsteller
- Hideo Gosha (1929–1992), Regisseur und Drehbuchautor
- Takehiro Irokawa (1929–1989), Schriftsteller
- Eikichi Iwata (1929–1982), Maler
- Otohiko Kaga (1929–2023), Schriftsteller
- Kazuo Kashio (1929–2018), Unternehmer
- Hiroshi Tada (* 1929), Aikidō-Lehrer
- Takeyoshi Tanuma (1929–2022), Fotograf und Hochschullehrer
- Tomisaburō Wakayama (1929–1992), Schauspieler
- Fumio Watanabe (1929–2004), Schauspieler
- Kazuo Fukushima (1930–2023), Komponist
- Stephen Fumio Hamao (1930–2007), Bischof
- Tetsuzō Fuwa (* 1930), Politiker
- Kei Kumai (1930–2007), Regisseur
- Makoto Moroi (1930–2013), Komponist
- Minako Ōba (1930–2007), Schriftstellerin
- Keigo Ōuchi (1930–2016), Politiker und Minister
- Hisae Sawachi (* 1930), Sachbuchautorin
- Hideo Takahashi (1930–2019), Literaturwissenschaftler
- Tōru Takemitsu (1930–1996), Komponist
- Yūji Tsushima (1930–2023), Politiker (aus Suginami)
- Katsumi Ukita (1930–1989), Maler
- Masaaki Yamada (1930–2010), Maler
- Masao Yamakawa (1930–1965), Schriftsteller und Drehbuchautor (aus Taitō)

### 1931–1940

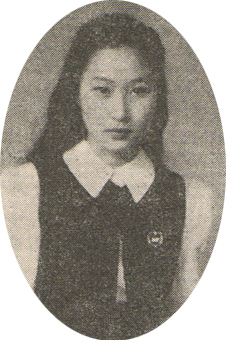
Ayako Sono (1931–2025)

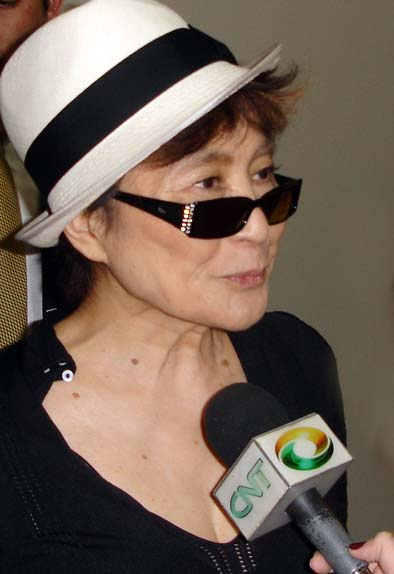
Yoko Ono (* 1933)

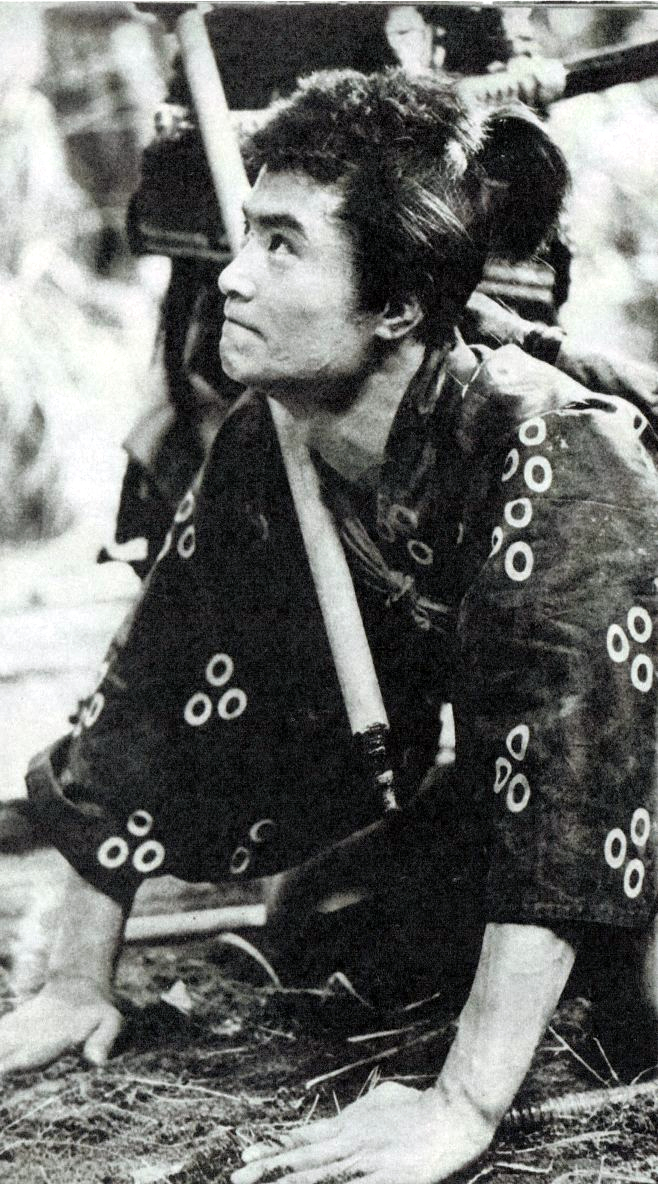
Ken Ogata (1937–2008)

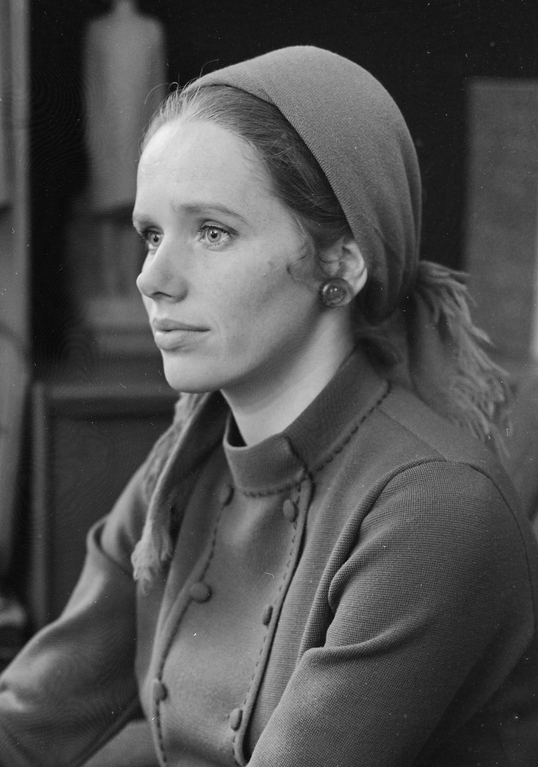
Liv Ullmann (* 1938)

- Magdalena Ezoe (* 1931), amerikanische Komponistin
- Yu Fujiki (1931–2005), Schauspieler
- Yūsuke Fukada (1931–2014), Luftfahrtangestellter und Schriftsteller
- Hikaru Hayashi (1931–2012), Komponist
- Shintarō Katsu (1931–1997), Schauspieler, Filmproduzent und Regisseur (aus Kōtō)
- Kakuichi Mimura (1931–2022), Fußballspieler
- Atsushi Miyagi (1931–2021), Tennisspieler
- Shun’ichirō Okano (1931–2017), Fußballspieler und -funktionär
- Yōichirō Ōmachi (1931–2022), Dirigent
- Ayako Sono (1931–2025), Schriftstellerin (aus Katsushika)
- Shuntarō Tanikawa (1931–2024), Schriftsteller, Übersetzer und Lyriker (aus Suginami)
- Yūzō Toyama (1931–2023), Komponist und Dirigent (aus Shinjuku)
- Hirohisa Fujii (1932–2022), Politiker
- Shigeo Fukuda (1932–2009), Illusionskünstler
- Momoko Kōchi (1932–1998), Schauspielerin (aus Taitō)
- Tatsuya Nakadai (* 1932), Schauspieler
- Hideaki Oketani (1932–2025), Autor und Literaturkritiker
- Ban Shindō (1932–1998), Maler
- Shūji Takashina (1932–2024), Kunsthistoriker
- Isao Tomita (1932–2016), Musiker und Komponist
- Yasuo Yamada (1932–1995), Schauspieler, Hörspiel- und Synchronsprecher
- Sachiko Yoshihara (1932–2002), Dichterin
- Keita Asari (1933–2018), Schauspieler, Regisseur und Theaterunternehmer
- Tsumao Awasaka (1933–2009), Zauberkünstler und Schriftsteller
- Yoshiki Hiki (1933–2022), Ruderer und Chirurg
- Makoto Iida (1933–2023), Unternehmer
- Jiro Inagaki (1933–2024), Jazz- und Fusionmusiker
- Shigeo Ishii (1933–1962), Maler
- Tetsuko Kuroyanagi (* 1933), Schauspielerin und Schriftstellerin (aus Minato)
- Akira Miyoshi (1933–2013), Komponist (aus Suginami)
- Yoko Ono (* 1933), Künstlerin und Sängerin
- Park Chae-sam (1933–1997), südkoreanischer Lyriker
- Jun John Sakurai (1933–1982), Physiker
- Hideo Shiraki (1933–1972), Jazzmusiker (aus Chiyoda)
- Suehiro Tanemura (1933–2004), Germanist und Übersetzer (aus Toshima)
- Shōzō Uchii (1933–2002), Architekt
- Michio Ui (* 1933), Biochemiker
- Ayako Wakao (* 1933), Schauspielerin
- Wakako Hironaka (* 1934), Politikern
- Tamotsu Nakamura (* 1934), Fotograf und Autor
- Kyōji Nishikawa (* 1934), Physiker
- Iriye Akira (* 1934), Historiker
- Sō Kuramoto (* 1934), Drehbuchautor
- Mitsuhiro Matsuda (1934–2008), Mode-Designer
- Jirō Ōtsuka (1934–2015), Karate-Großmeister
- Taichi Yamada (1934–2023), Schriftsteller und Drehbuchautor (in Taitō)
- Tsutomu Hata (1935–2017), Politiker (aus Ōta)
- Masahito Hitachi (* 1935), Prinz
- Carl Heinz Illies (1935–1995), deutscher Kaufmann
- Eiko Kadono (* 1935), Kinderbuchautorin
- Masamichi Noro (1935–2013), Aikidō-Lehrer
- Kazuko Matsuo (1935–1992), Jazzsängerin
- Akio Mayeda (* 1935), Musikwissenschaftler, Schumann-Forscher
- Shinsuke Ogawa (1935–1992), Regisseur
- Takashi Sasagawa (* 1935), Politiker (aus Bunkyō)
- Kōichi Toyosaki (1935–1989), Romanist
- Taijirō Amazawa (1936–2023), Dichter, Übersetzer und Literaturwissenschaftler
- Yasuo Fukuda (* 1936), Politiker (aus Setagaya)
- Kiyoshi Hara (* 1936), Töpfer und Keramikkünstler (aus Setagaya)
- Hiroshi Hoshina (* 1936), Komponist und Dirigent
- Maki Ishii (1936–2003), Komponist und Dirigent
- Akira Kubo (* 1936), Schauspieler
- Koretoshi Maruyama (* 1936), Aikidō-Lehrer
- Masako Nozawa (* 1936), Schauspielerin und Synchronsprecherin (aus Arakawa)
- Hiroshi Sakagami (1936–2021), Schriftsteller
- Hideki Shirakawa (* 1936), Chemiker
- Hans-Dieter Schwind (1936–2025), deutscher Jurist, Kriminologe und Politiker
- Jirō Takamatsu (1936–1998), Prozesskünstler
- Izumi Tateno (* 1936), Pianist
- Michiko Yamamoto (* 1936), Schriftstellerin (aus Nakano)
- Chiemi Eri (1937–1982), Sängerin und Schauspielerin (aus Taitō)
- Yoshikichi Furui (1937–2020), Schriftsteller und Germanist
- Ryūtarō Hashimoto (1937–2006), Politiker (aus Shibuya)
- Eberhard Heck (1937–2022), deutscher Altphilologe
- Kōichirō Matsuura (* 1937), Diplomat
- Shinji Nagashima (1937–2005), Mangaka
- Ken Ogata (1937–2008), Schauspieler (aus Shinjuku)
- Larry Poons (* 1937), amerikanischer Maler
- Kaoru Shōji (* 1937), Schriftsteller
- Yoshio Taniguchi (1937–2024), Architekt
- Yoshiharu Tsuge (* 1937), Mangaka (in Katsushika)
- Rocky Aoki (1938–2008), Ringer und Wrestler
- Morihiro Hosokawa (* 1938), Politiker
- Takehisa Kosugi (1938–2018), Geiger, Komponist, Klang-, Multimedia- und Installationskünstler
- Makoto Taki (* 1938), Politiker
- Shūji Tsurumi (* 1938), Kunstturner (aus Taitō)
- Liv Ullmann (* 1938), norwegische Schauspielerin und Regisseurin
- Kaoru Yosano (1938–2017), Politiker (aus Chiyoda)
- Mah Chonggi (* 1939), Lyriker
- Takeo Hiranuma (* 1939), Politiker (aus Shibuya)
- Hisaoki Kamei (* 1939), Politiker (aus Setagaya)
- Masabumi Kikuchi (1939–2015), Jazzmusiker
- Masaaki Ueki (1939–2024), japanischer Karateka, Träger des 10. Dan
- Michiyo Yasuda (1939–2016), Animatorin (aus Nakano)
- Yoshimasu Gōzō (* 1939), Lyriker (aus Suginami)
- Rie Yoshiyuki (1939–2006), Dichterin und Schriftstellerin
- Nobuyoshi Araki (* 1940), Fotograf
- Kazuo Chiba (1940–2015), Aikidō-Lehrer
- Tadaoki Ishihara (* 1940), Komponist
- Kōki Ishii (1940–2002), Politiker (aus Bunkyō)
- Tatsuo Itoh (1940–2021), US‑amerikanischer Hochschul-Professor für Hochfrequenztechnik japanischer Abstammung
- Jūrō Kara (1940–2024), Schauspieler, Dramatiker und Schriftsteller
- Tomomi Muramatsu (* 1940), Schriftsteller, Herausgeber und Essayist
- Atsuo Nakamura (* 1940), Schauspieler und Politiker
- Sadaharu Oh (* 1940), Baseballspieler und -manager (aus Sumida)
- Tadahiko Ōtsuka (1940–2012), Karatemeister
- Masahiko Togashi (1940–2007), Jazzmusiker

### 1941–1950

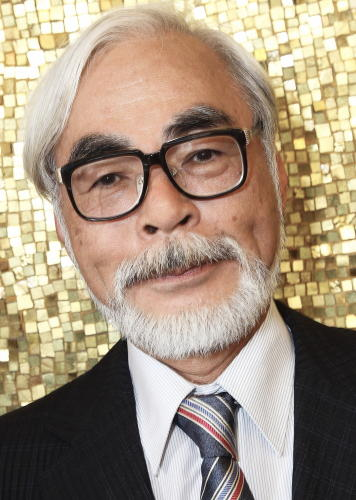
Hayao Miyazaki (* 1941)

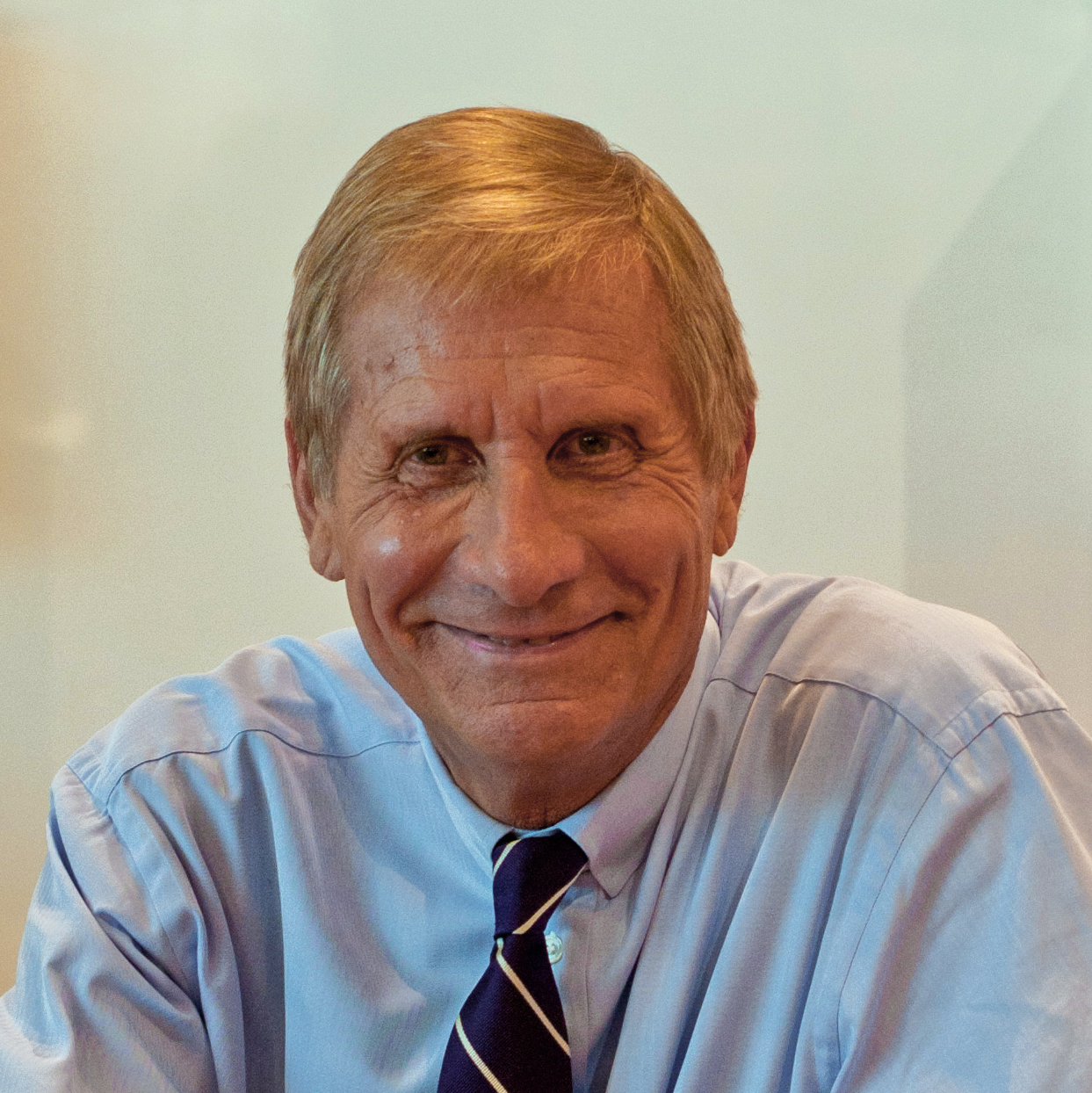
Ulrich Wickert (* 1942)

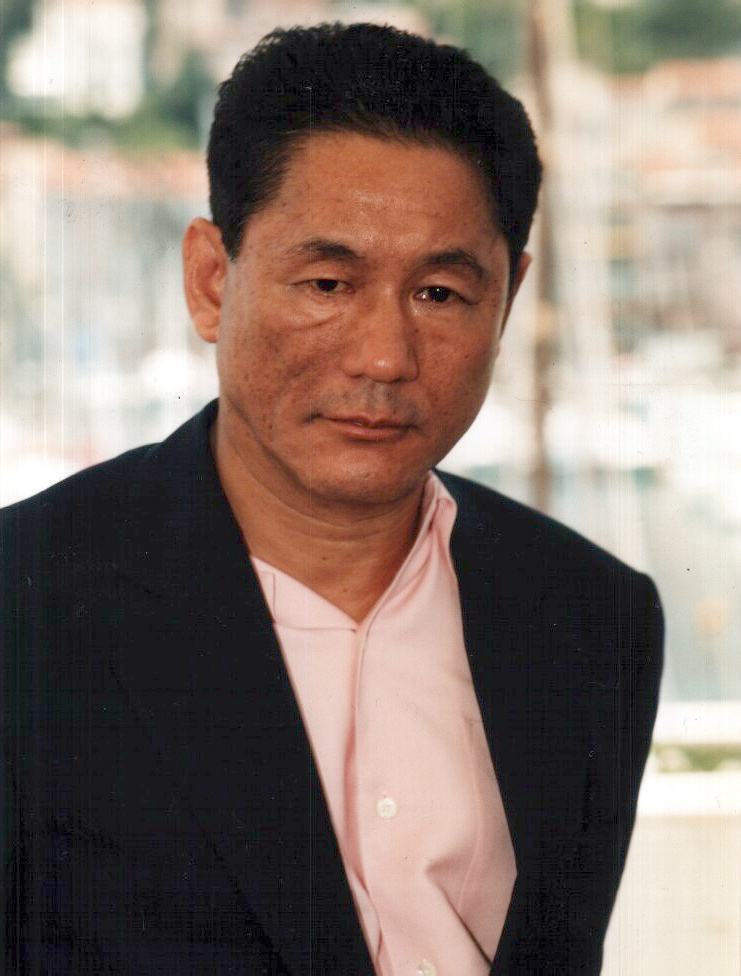
Takeshi Kitano (* 1947)

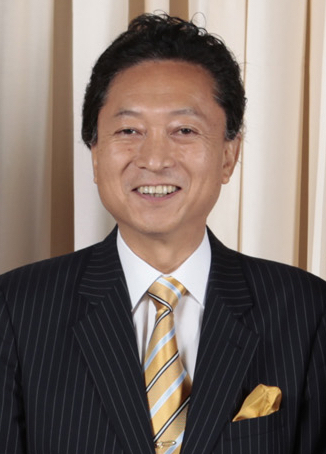
Yukio Hatoyama (* 1947)

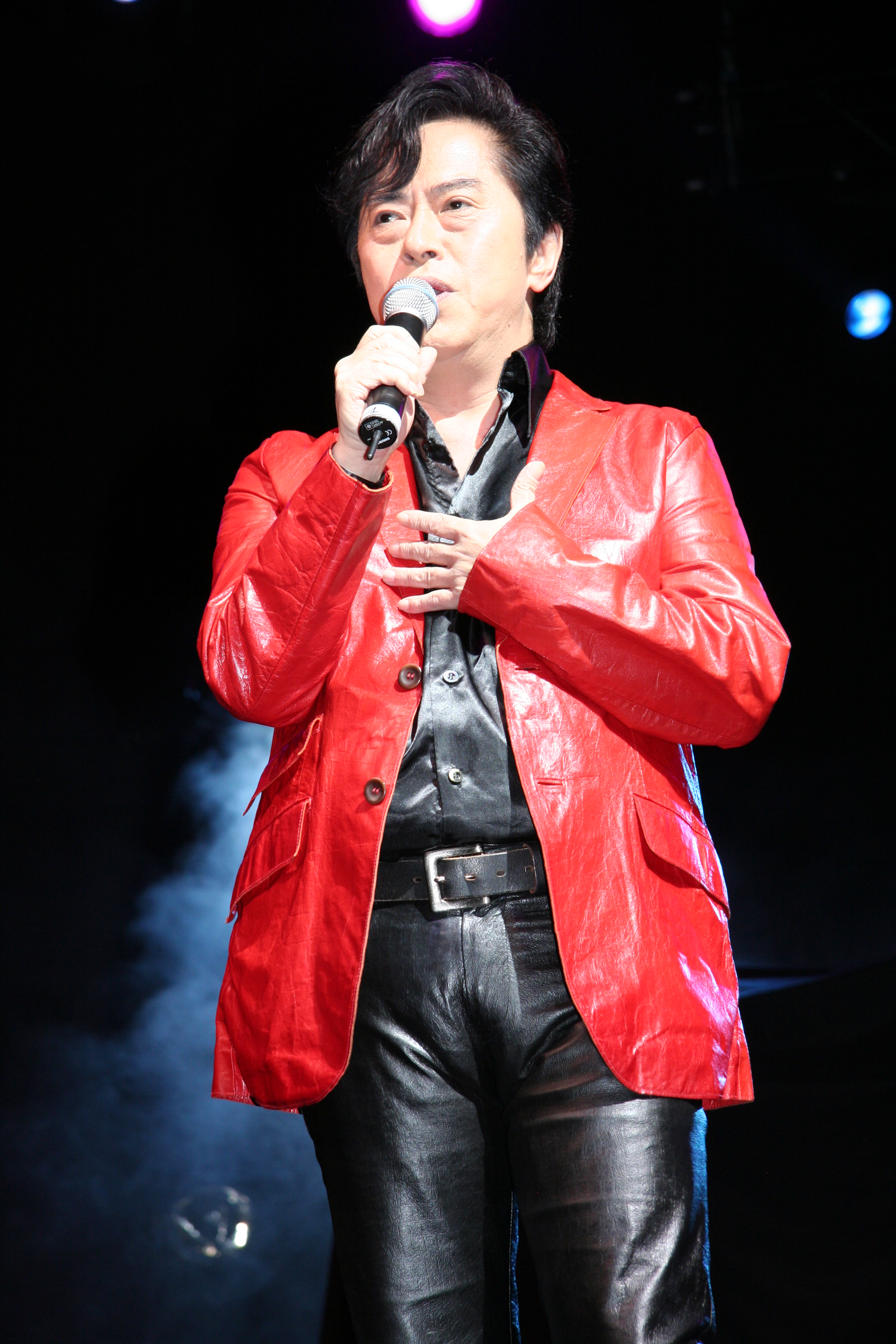
Ichirō Mizuki (1948–2022)

#### 1941
- Kazuyoshi Akiyama (1941–2025), Dirigent
- Hiroshi Hoketsu (* 1941), Dressurreiter
- Shima Iwashita (* 1941), Filmschauspielerin
- Hayao Miyazaki (* 1941), Anime-Regisseur und Drehbuchautor (aus Bunkyō)
- Satoshi Morimoto (* 1941), Politiker
- Masahiko Satō (* 1941), Jazzmusiker und Komponist
- Masahiko Tanaka (* 1941), Karateka
- Akiko Wakabayashi (* 1941), Schauspielerin

#### 1942
- Toyohiro Akiyama (* 1942), Fernsehjournalist und Raumfahrer (aus Setagaya)
- Rei Kawakubo (* 1942), Modedesignerin
- Kazuko Miyamoto (* 1942), Künstlerin und Galeristin
- Atsumu Ōmura (* 1942), Klimatologe (aus Bunkyō)
- Ichirō Ozawa (* 1942), Politiker (aus Taitō)
- Akiko Santō (* 1942), Politikerin (aus Setagaya)
- Tsuyoshi Tsutsumi (* 1942), Cellist
- Ulrich Wickert (* 1942), deutscher Journalist und Moderator

#### 1943
- Joseph Chennoth (1943–2020), indischer Geistlicher, Diplomat des Vatikans und Apostolischer Nuntius in Japan
- Mie Hama (* 1943), Schauspielerin
- Fighting Harada (* 1943), Boxer
- Nobuko Imai (* 1943), Bratschistin
- Tsutomu Imamura (* 1943), Szenenbildner
- Hiroaki Kuwahara (* 1943), Komponist und Dirigent
- Yasuko Nagazumi (* 1943), Modemanagerin und Schauspielerin
- Kazunari Sakamoto (* 1943), Architekt
- Yoshi Takahashi (1943–1998), Maler und Grafiker
- Yuki Torii (* 1943), Modeschöpferin
- Kaoru Tosaka (1943–2007), Manager (aus Chiyoda)

#### 1944
- Miwa Fukuhara (* 1944), Eiskunstläuferin (aus Ōta)
- Norio Minorikawa (1944–2025), Fernsehmoderator (aus Setagaya)
- Hidenao Nakagawa (* 1944), Politiker (aus Shinjuku)
- Song Du-yul (* 1944), deutsch-koreanischer Soziologe
- Makoto Shiina (* 1944), Schriftsteller, Fotograf und Filmregisseur
- Makiko Tanaka (* 1944), Politikerin

#### 1945
- Komaki Kurihara (* 1945), Schauspielerin
- Fusako Shigenobu (* 1945), Gründerin der Japanischen Roten Armee
- Iwao Uruma (* 1945), Politiker
- Miyoko Watai (* 1945), Schachspielerin und -funktionärin (aus Ōta)
- Sayuri Yoshinaga (* 1945), Filmschauspielerin

#### 1946
- Hideshi Hino (* 1946), Mangaka (aus Itabashi)
- Motohiko Hino (1946–1999), Jazzmusiker
- Togo Igawa (* 1946), Schauspieler
- Yoshiaki Masuo (* 1946), Jazzgitarrist (aus Nakano)
- Tomohito von Mikasa (1946–2012), Prinz
- Masatomo Taniguchi (1946–2021), Basketballspieler

#### 1947
- Yukio Hatoyama (* 1947), Politiker (aus Bunkyō)
- Shigeo Hirose (* 1947), Erfinder
- Haruomi Hosono (* 1947), Musiker, Musikproduzent und Schauspieler
- Takeo Ischi (* 1947), Sänger und Jodler
- Meiko Kaji (* 1947), Enka-Sängerin und Schauspielerin (aus Chiyoda)
- Ryō Kawasaki (1947–2020), Jazzmusiker und Komponist
- Takeshi Kitano (* 1947), Regisseur, Schauspieler und Autor (aus Adachi)
- Eiji Kusuhara (1947–2010), Schauspieler
- Ryūji Miyamoto (* 1947), Dokumentarfilmer und Fotograf (aus Setagaya)
- Erico Nagai (* 1947), Schmuckdesignerin
- Takeo Takahashi (* 1947), Fußballspieler
- Masaaki Tanaka (* 1947), Grafiker und Maler (aus Setagaya)
- Mitsuo Tsukahara (* 1947), Kunstturner
- Masashi Ueda (* 1947), Mangaka (aus Setagaya)

#### 1948
- Tomoko Abe (* 1948), Politikerin (aus Meguro)
- Osamu Hashimoto (1948–2019), Illustrator und Schriftsteller
- Sanji Inoue (* 1948), Radrennfahrer
- Shō Kosugi (* 1948), Schauspieler (aus Minato)
- Ichirō Mizuki (1948–2022), Sänger und Komponist
- Kimiko Nakayama-Ziegler (* 1948), literarische Übersetzerin und Universitätsdozentin
- Toshio Ogawa (* 1948), Politiker
- Kenjirō Shinozuka (1948–2024), Rallyefahrer (aus Ōta)
- Anli Sugano (1948–2000), Jazzsängerin (aus Toshima)
- Hiroshi Sugimoto (* 1948), Fotograf
- Toshikazu Sunada (* 1948), Mathematiker
- Murasaki Yamada (1948–2009), Mangaka

#### 1949
- Michiko Akao (* 1949), Yokobuespielerin (Querflötistin)
- Kenneth Carpenter (* 1949), amerikanischer Paläontologe
- Kentarō Haneda (1949–2007), Komponist
- Hideo Ikeezumi (1949–2017), Musikproduzent (aus Itabashi)
- Banri Kaieda (* 1949), Politiker (aus Suginami)
- Ichirō Kamoshita (* 1949), Politiker (aus Adachi)
- Kazuhiro Koizumi (* 1949), Dirigent
- Junko Miyashita (* 1949), Schauspielerin
- Kensaku Morita (* 1949), Schauspieler und Politiker (aus Ōta)
- Yoshihiro Naruse (* 1949), Bassist
- Katsuhito Nishikawa (* 1949), japanisch-deutscher Künstler

#### 1950
- Bandō Tamasaburō V. (* 1950), Kabuki-Schauspieler
- Nobuyoshi Ino (* 1950), Jazzmusiker
- Tatsumi Kimishima (* 1950), Manager
- Ken Kutaragi (* 1950), Manager
- Toshirō Suga (* 1950), Aikidō-Lehrer, Schauspieler und Maler
- Unokichi Tachibana (* 1950), Kalligraf (aus Taitō)
- Cary-Hiroyuki Tagawa (* 1950), Filmschauspieler und Produzent
- Mari Yonehara (1950–2006), Schriftstellerin

### 1951–1960

#### 1951
- Jirō Asada (* 1951), Schriftsteller
- Shōzō Azuma (* 1951), Politiker (aus Shinjuku)
- Minae Mizumura (* 1951), Schriftstellerin und Literaturwissenschaftlerin
- Mamoru Oshii (* 1951), Regisseur und Schriftsteller (aus Ōta)
- Ken Sakamura (* 1951), Informatiker
- Hiroya Masuda (* 1951), Politiker (aus Setagaya)
- William McDonough (* 1951), amerikanischer Architekt, Designer und Autor
- Naoyuki Sugano (* 1951), Schauspieler und Synchronsprecher
- Noritake Takahara (* 1951), Autorennfahrer

#### 1952

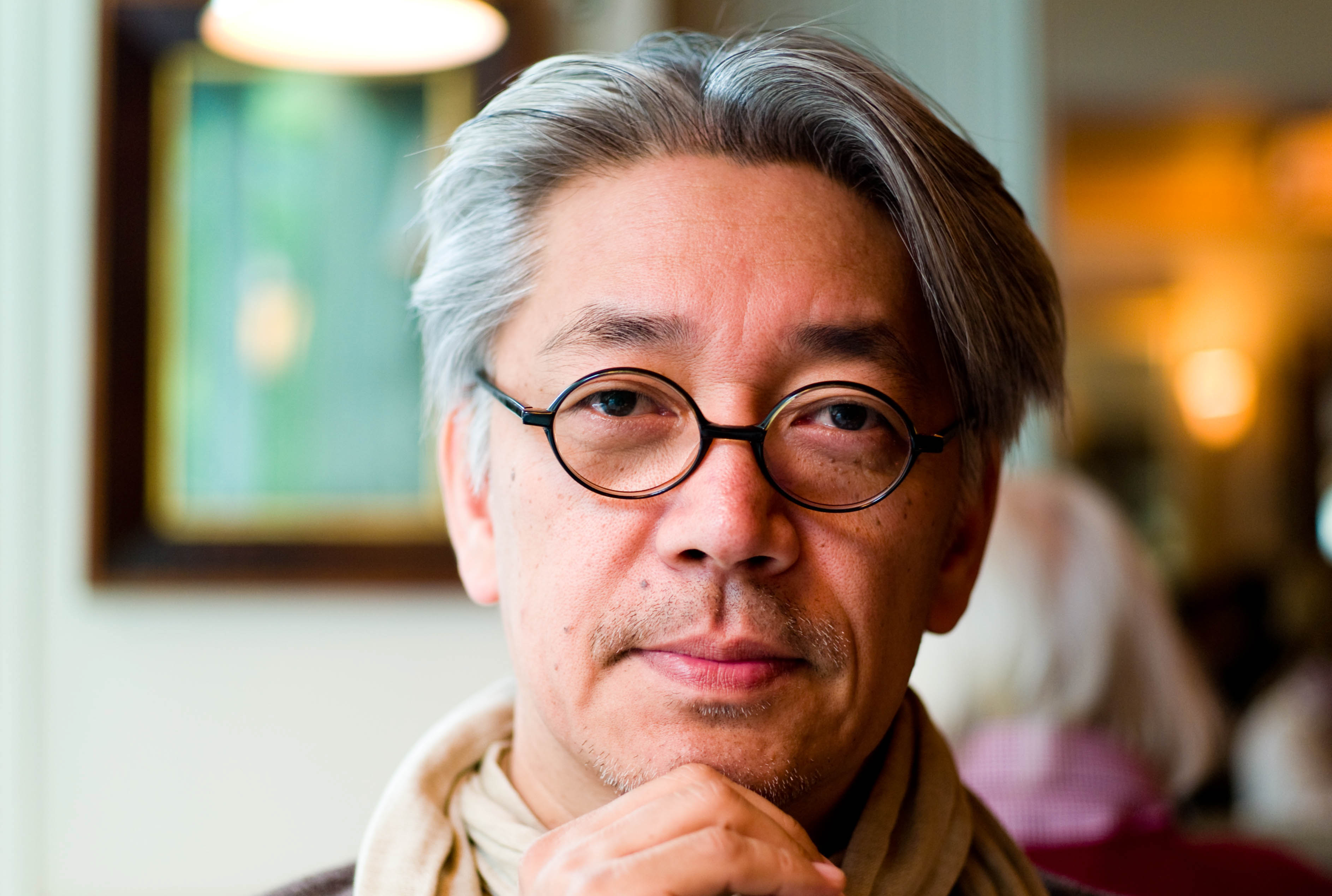
Ryūichi Sakamoto (* 1952)

- Jirō Atsumi (* 1952), Enka-Sänger (aus Adachi)
- Keiji Furuya (* 1952), Politiker (aus Chiyoda)
- Kōichi Mashimo (* 1952), Anime-Regisseur
- Kaori Momoi (* 1952), Schauspielerin
- Ryūichi Sakamoto (1952–2023), Komponist und Produzent (aus Nakano)

#### 1953

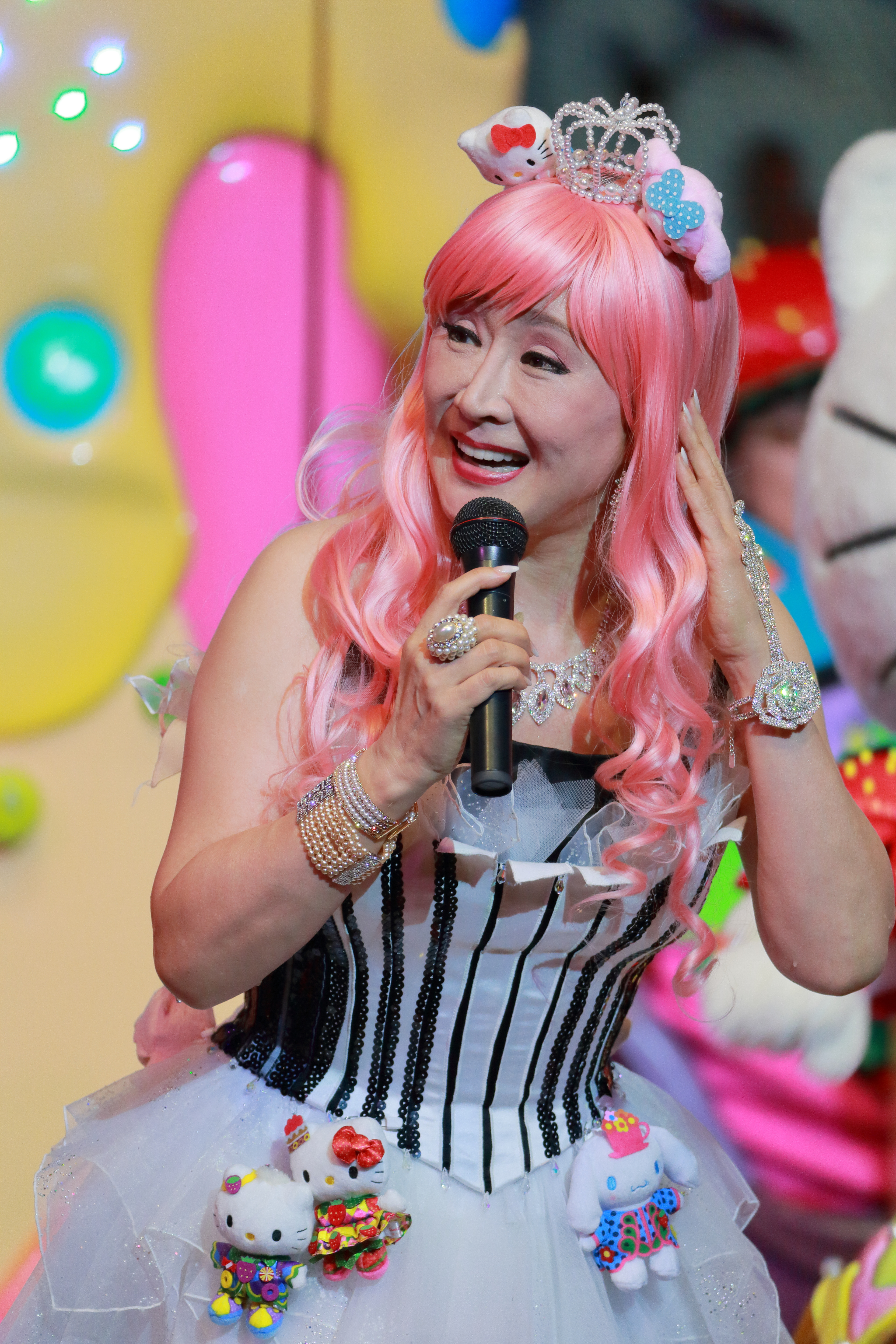
Sachiko Kobayashi
(* 1953)

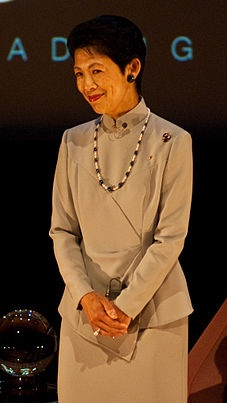
Hisako Takamado
(* 1953)

- Sawako Agawa (* 1953), Schriftstellerin, Essayistin und Moderatorin
- Sachiko Kobayashi (* 1953), Enka-Sängerin und Schauspielerin (aus Shibuya)
- Kaoru Kurimoto (1953–2009), Schriftstellerin
- Masami Kurumada (* 1953), Mangaka (aus Chūō)
- Shōichi Nakagawa (1953–2009), Politiker (aus Shibuya)
- Ichirō Nodaïra (* 1953), Komponist, Dirigent und Musikpädagoge
- Hisako Takamado (* 1953), Prinzessin
- Takao Wada (* 1953), Autorennfahrer
- Kazumi Watanabe (* 1953), Jazzmusiker (aus Shibuya)
- Takashi Yoshimatsu (* 1953), Komponist
- Otokawa Yūzaburō (* 1953), Schriftsteller

#### 1954

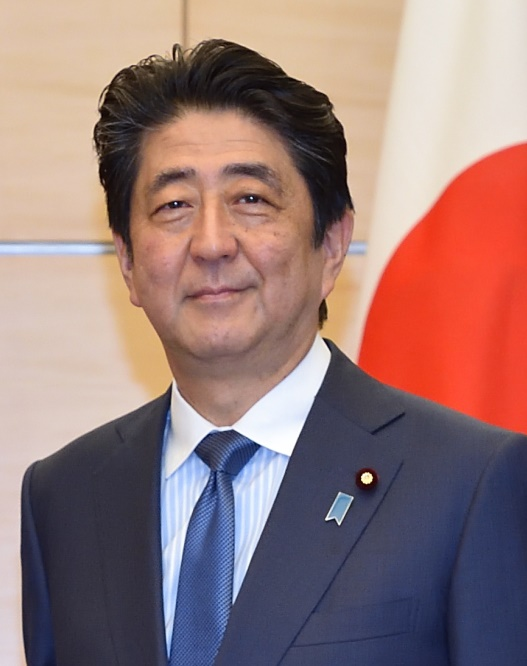
Shinzō Abe (1954–2022)

- Shinzō Abe (1954–2022), Politiker (aus Shinjuku)
- Hisaki Matsuura (* 1954), Schriftsteller und Literaturwissenschaftler
- Eiji Miyoshi (* 1954), Enka-Sänger (aus Shibuya)
- Norihito Takamado (1954–2002), Prinz

#### 1955
- Mangetsu Hanamura (* 1955), Schriftsteller
- Hiromi Itō (* 1955), Lyrikerin und Schriftstellerin (aus Itabashi)
- Tōru Iwatani (* 1955), Videospielentwickler (aus Meguro)
- James Kazuo Koda (* 1955), Bischof (aus Setagaya)
- Shinrō Ōtake (* 1955), Maler
- Paul Shigihara (* 1955), Jazzgitarrist
- Mayumi Tanaka (* 1955), Synchronsprecherin
- Akiko Yano (* 1955), Komponistin, Sängerin, Pianistin und Produzentin

#### 1956
- Toshiki Hirano (* 1956), Anime-Regisseur
- Jin Matsubara (* 1956), Politiker (aus Itabashi)
- Mie Miki (* 1956), Akkordeonistin
- Kazuyo Sejima (* 1956), Architektin (aus Setagaya)
- Masayuki Suo (* 1956), Filmregisseur und Drehbuchautor
- Masayuki Suzuki (* 1956), Sänger (aus Ōta)
- Yoshiko Tanaka (1956–2011), Schauspielerin (aus Adachi)
- Akimi Yoshida (* 1956), Mangaka

#### 1957

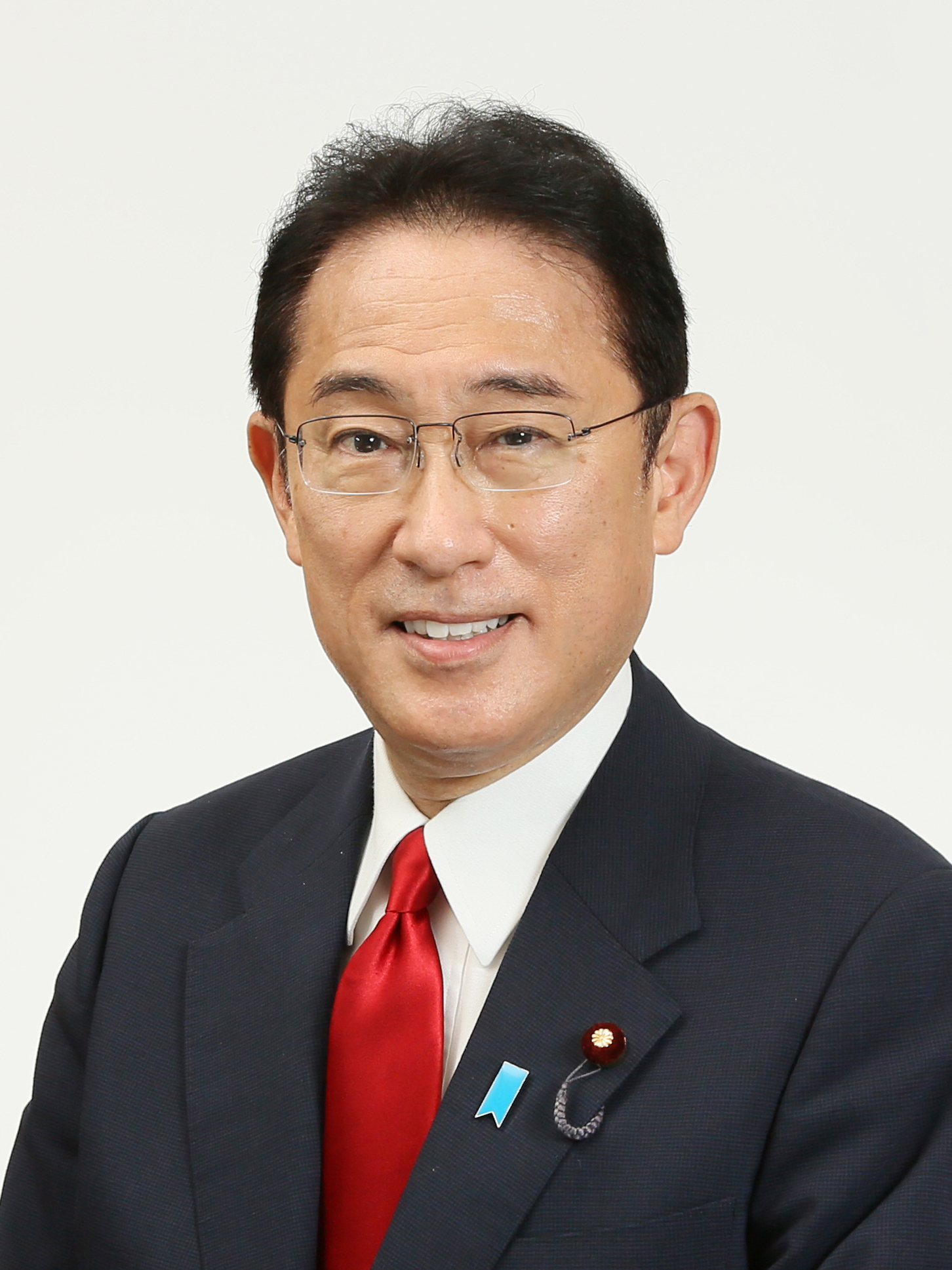
Kisihda Fumio
(* 1957)

- Issei Noro (* 1957), Jazzmusiker (aus Setagaya)
- Kenji Kawai (* 1957), Komponist (aus Shinagawa)
- Fumio Kishida (* 1957), Politiker, 64. Premierminister
- Kōji Kobayashi (* 1957), Boxer (aus Katsushika)
- Yasutarō Matsuki (* 1957), Fußballspieler und -trainer
- Ikue Mori (* 1957), Neurowissenschaftlerin

#### 1958
- Satoko Fujii (* 1958), Jazzmusikerin und Komponistin
- Shinkun Haku (* 1958), Politiker (aus Shinjuku)
- Keiichi Ishii (* 1958), Politiker (aus Toshima)
- Minoru Kawasaki (* 1958), Regisseur, Drehbuchautor und Produzent (aus Setagaya)
- Hiroyuki Nagahama (* 1958), Politiker (aus Sumida)
- Masahiko Ozaki (* 1958), Radrennfahrer
- Eici Sonoda (1958–2015), Maler
- Hinako Sugiura (1958–2005), Mangaka
- Momoe Yamaguchi (* 1958), Sängerin und Schauspielerin (aus Shibuya)
- Hidenao Yanagi (* 1958), Diplomat

#### 1959
- Eriko Asai (* 1959), Leichtathletin (aus Adachi)
- Tetsunari Iida (* 1959), Nuklearwissenschaftler (aus Chūō)
- Akira Jimbo (* 1959), Jazzmusiker
- Hiroko Kokubu (* 1959), Jazzmusikerin (aus Shibuya)
- Akio Ōtsuka (* 1959), Synchronsprecher
- Susan Pedersen (* 1959), kanadische Historikerin
- Randy Taguchi (* 1959), Schriftstellerin
- Toyo Tanaka (1959–2015), Musiker und Schauspieler

#### 1960
- Toshinari Iijima (* 1960), Komponist
- Toshiyuki Kamioka (* 1960), Dirigent und Pianist
- Jonathan Kestenbaum (* 1959), britischer Wirtschaftsmanager und Politiker
- Akira Koike (* 1960), Politiker (aus Itabashi)
- Gō Koyama (* 1960), Rechtswissenschaftler
- Miyuki Miyabe (* 1960), Schriftstellerin (aus Kōtō)
- Hajime Mizoguchi (* 1960), Cellist und Komponist
- Akira Nagatsuma (* 1960), Politiker (aus Nerima)
- Seiko Noda (* 1960), Politikerin (aus Ōta)
- Kazushi Ōno (* 1960), Dirigent
- Hiroyuki Sanada (* 1960), Schauspieler
- Kōichi Satō (* 1960), Schauspieler
- Aguri Suzuki (* 1960), Autorennfahrer
- Mari Takano (* 1960), Komponistin
- Yōko Tawada (* 1960), Schriftstellerin (aus Nakano)
- Kazuhide Uekusa (* 1960), Wirtschaftswissenschaftler
- Nobuo Uematsu (* 1959), Komponist
- Masashi Yanagisawa (* 1960), japanisch-amerikanischer Schlafforscher

### 1961–1970

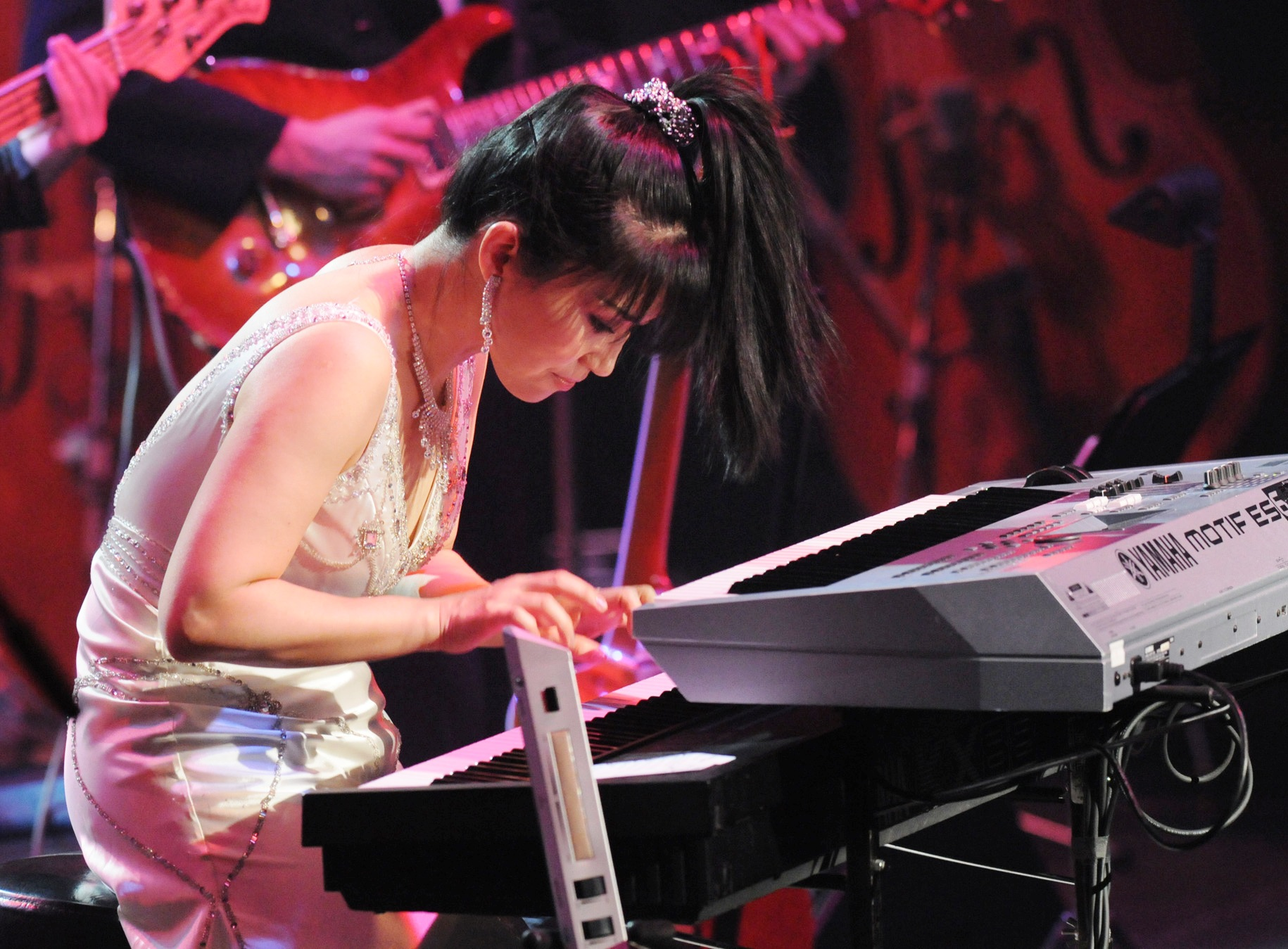
Keiko Matsui (* 1961)

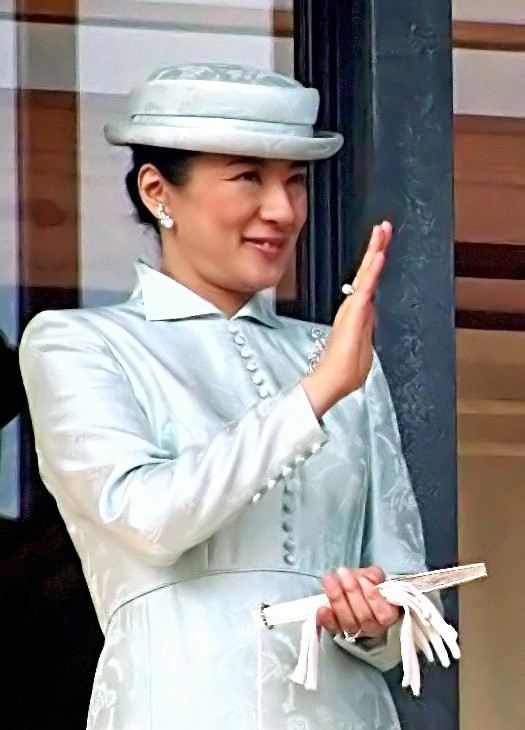
Masako (* 1963)

Akina Nakamori
(* 1965)

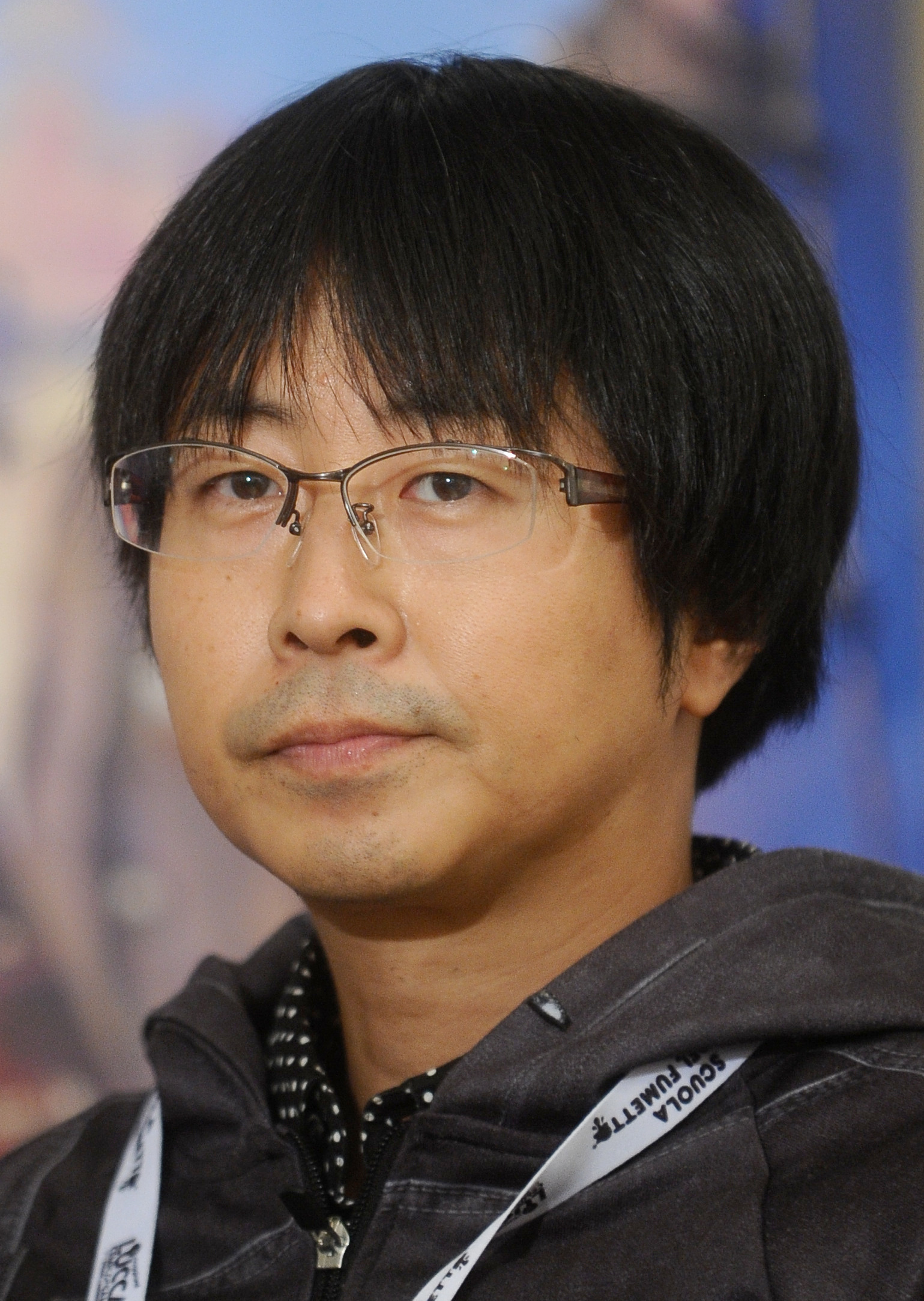
Usamaru Furuya
(* 1968)

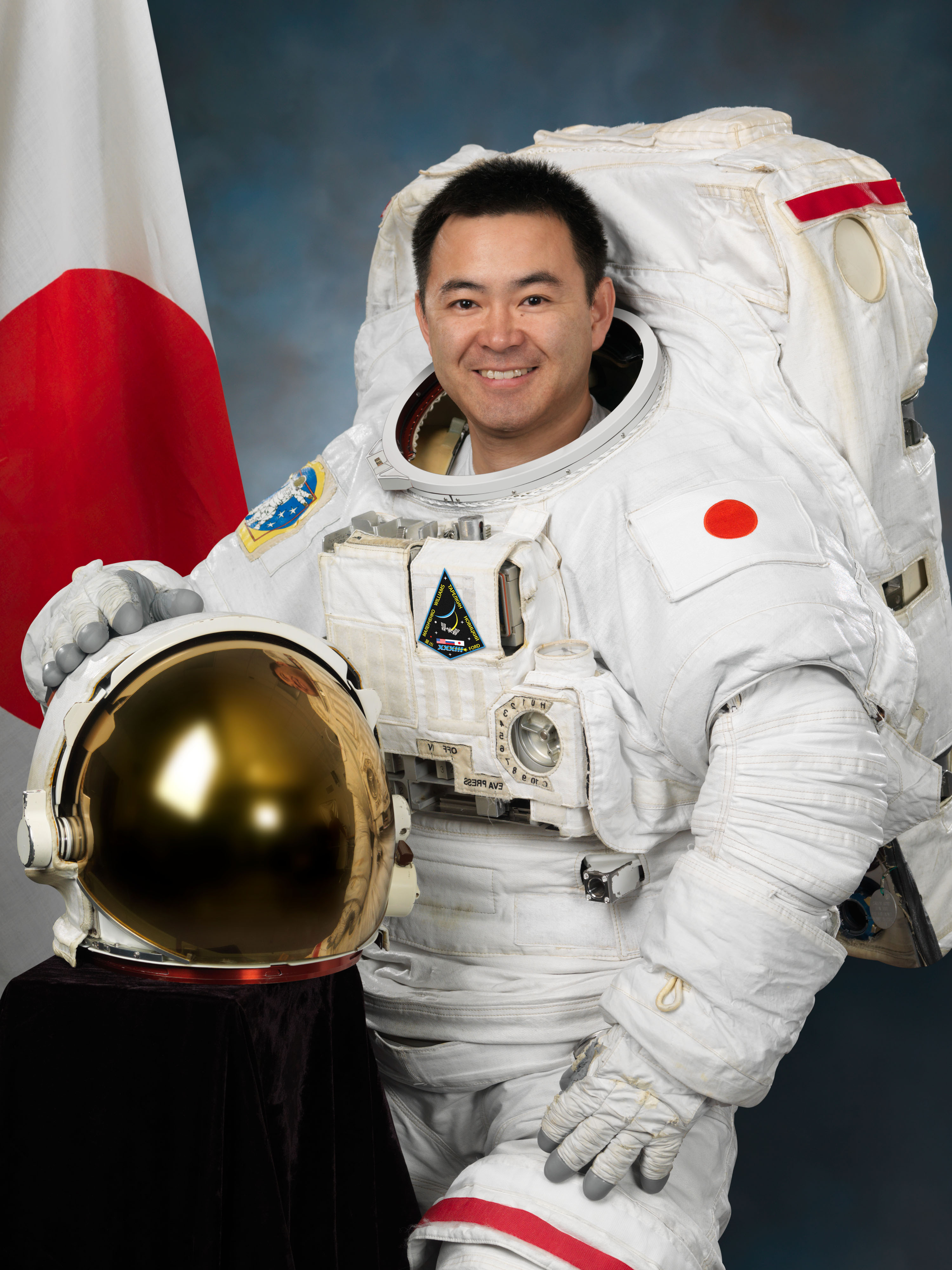
Akihiko Hoshide
(* 1968)

- Shinji Hirai (* 1961), Politiker (aus Chiyoda)
- Masatoshi Ichikawa (* 1961), Radrennfahrer
- Areno Inoue (* 1961), Schriftstellerin und Drehbuchautorin
- Maria Kawamura (* 1961), Synchronsprecherin
- Keiko Matsui (* 1961), Jazzmusikerin und Komponistin
- Ümit Özdağ (* 1961), türkischer Politiker, Professor und Schriftsteller
- Christopher Reich (* 1961), amerikanischer Autor
- Hidenori Takagi (* 1961), Physiker
- Kazuki Takahashi (1961–2022), Mangaka
- Karen Tanaka (* 1961), Komponistin
- Satoshi Tsunami (* 1961), Fußballspieler (in Setagaya)
- Tomohiro Yahiro (* 1961), Perkussionist
- Frank Behnke (* 1962), deutscher Schauspieler
- Noriko Hidaka (* 1962), Schauspielerin und Synchronsprecherin (aus Chiyoda)
- Yukari Ishimoto (* 1962), Dirigentin
- Ken Mogi (* 1962), Neurowissenschaftler und Autor
- Takashi Murakami (* 1962), bildender Künstler
- Hiraku Nakajima (* 1962), Mathematiker
- Ukaji Takashi (* 1962), Schauspieler
- Makiko Gotō (1963–2021), Kotospielerin und Musikpädagogin
- Kazushi Hagiwara (* 1963), Mangaka (aus Nakano)
- Ukyō Katayama (* 1963), Autorennfahrer
- Hideo Kojima (* 1963), Spielentwickler (aus Setagaya)
- Masako (* 1963), Kaiserin
- Monday Michiru (* 1963), Sängerin, Songwriterin und Schauspielerin
- Hikari Ōe (* 1963), Komponist
- Kyōko Okazaki (* 1963), Manga (aus Setagaya)
- Yūzō Takada (* 1963), Mangaka
- Susumu Terajima (* 1963), Schauspieler
- Mari Akasaka (* 1964), Schriftstellerin (aus Suginami)
- Yuka Murayama (* 1964), Schriftstellerin
- Banana Yoshimoto (* 1964), Schriftstellerin
- Atsuhiko Gondai (* 1965), Komponist
- Yun Kōga (* 1965), Manga (aus Shinagawa)
- Akina Nakamori (* 1965), Popsängerin und Schauspielerin (aus Ōta)
- Megumi Ogata (* 1965), Synchronsprecherin
- Ikue Ōtani (* 1965), Synchronsprecherin
- Eiji Suzuki (* 1965), Komponist
- Satoshi Tajiri (* 1965), Unternehmer (aus Setagaya)
- Akiko Itoyama (* 1966), Schriftstellerin (aus Setagaya)
- Aki Kato (* 1966), Choreografin
- Mikako Kotani (* 1966), Synchronschwimmerin
- Toshimaru Nakamura (* 1966), Improvisationsmusiker
- Kazuto Sakata (* 1966), Motorradrennfahrer
- Kazuaki Andō (* 1967), Freestyle-Skier
- Yōsuke Eguchi (* 1967), Dichter, Schauspieler und Sänger (aus Kita)
- Kotono Mitsuishi (* 1967), Synchronsprecherin
- Gorō Miyazaki (* 1967), Anime-Regisseur
- Mariko Mori (* 1967), Multimediakünstlerin
- Katja Weitzenböck (* 1967), österreichische Schauspielerin
- Keiichirō Fukabori (* 1968), Profigolfer
- Shoichi Funaki (* 1968), Wrestler
- Usamaru Furuya (* 1968), Mangaka
- Keiko Harada (* 1968), Komponistin
- Akihiko Hoshide (* 1968), Astronaut (aus Setagaya)
- Kazuki Kaneshiro (* 1968), Schriftsteller und Drehbuchautor (aus Shibuya)
- Shin’ichirō Miki (* 1968), Synchronsprecher
- Eto Mori (* 1968), Schriftstellerin
- Naoya Ogawa (* 1968), Wrestler und Judoka (aus Suginami)
- Megumu Sagisawa (1968–2004), Schriftstellerin (aus Setagaya)
- Masaki Takahashi (* 1968), Computergrafiker und Spezialeffektkünstler
- Makiko Watanabe (* 1968), Schauspielerin
- Tōru Hashimoto (* 1969), Politiker (aus Shibuya)
- Akihiro Hatsushika (* 1969), Politiker (aus Edogawa)
- Jōji Hattori (* 1969), Violinist und Dirigent
- Kōichi Hayashida (* 1969), Spielentwickler
- Takao Ōsawa (* 1968), Schauspieler, Produzent und Model
- Yūji Hirayama (* 1969), Sportkletterer
- Chiaki Ishikawa (* 1969), Sängerin
- Shintarō Kago (* 1969), Mangaka
- Misato Mochizuki (* 1969), Komponistin und Musikpädagogin
- Shin’ichi Mochizuki (* 1969), Mathematiker
- Akemi Okamura (* 1969), Synchronsprecherin
- Ayako Shirasaki (1969–2021), Pianistin und Komponistin (aus Setagaya)
- Ryūichi Yoneyama (* 1969), Fußballspieler
- Takeshi Kimura (* 1970), Autorennfahrer
- Jonathan Meese (* 1970), deutscher Künstler
- Miho Obana (* 1970), Mangaka
- Maki Sakai (* 1970), Schauspielerin (aus Taitō)
- Ryōko Sekiguchi (* 1970), Dichterin, Kunsthistorikerin und Übersetzerin
- Kiyoko Shibuya (* 1970), Spezialeffektkünstlerin und Filmproduzentin
- Chika Yoshida (* 1970), Sportfunktionärin

### 1971–1980
- Moyoco Anno (* 1971), Mangaka
- Yasutoshi Murakawa (* 1971), Drehbuchautor
- Wakanohana Masaru (* 1971), Sumōringer

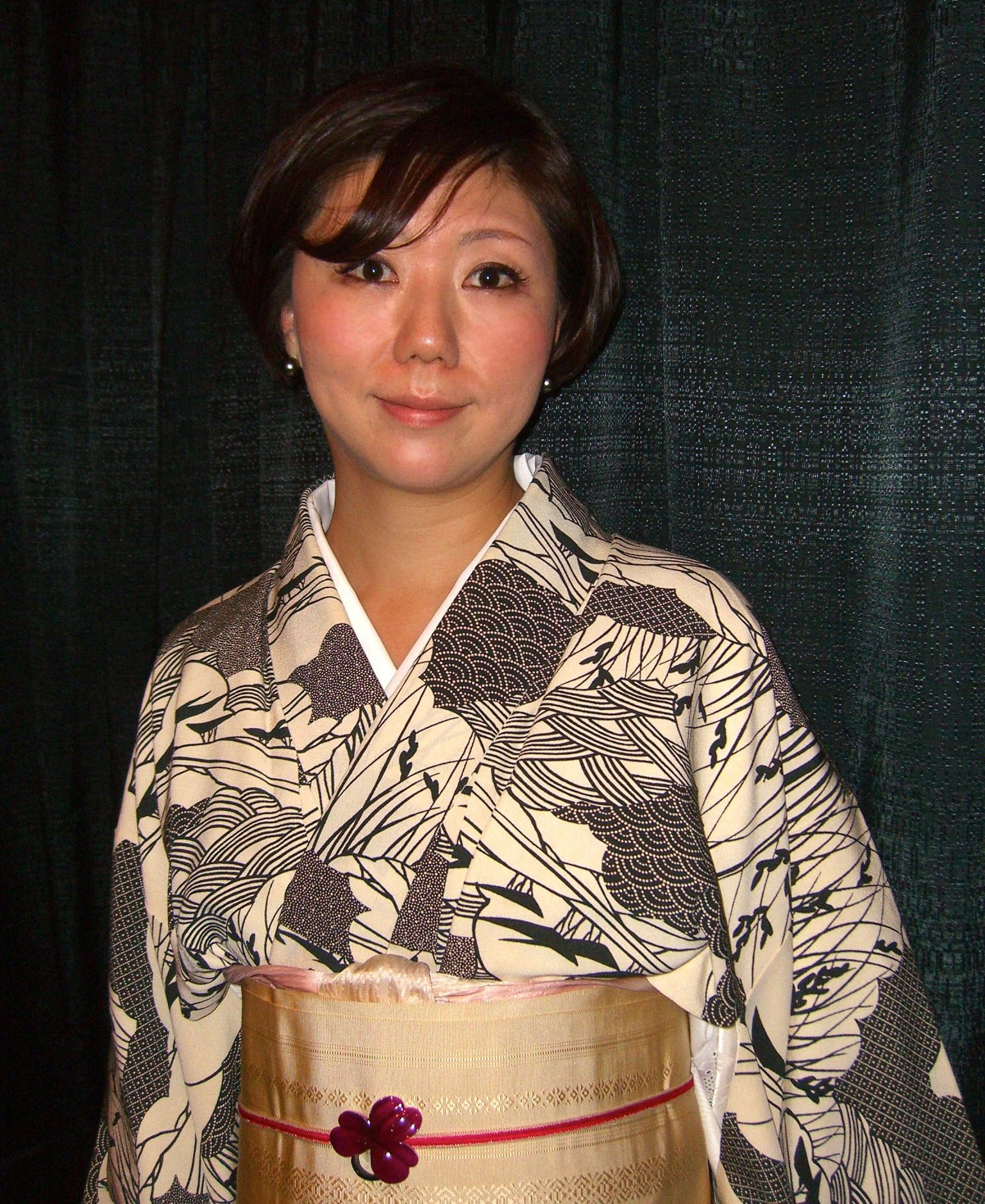
Moyoco Anno (* 1971)

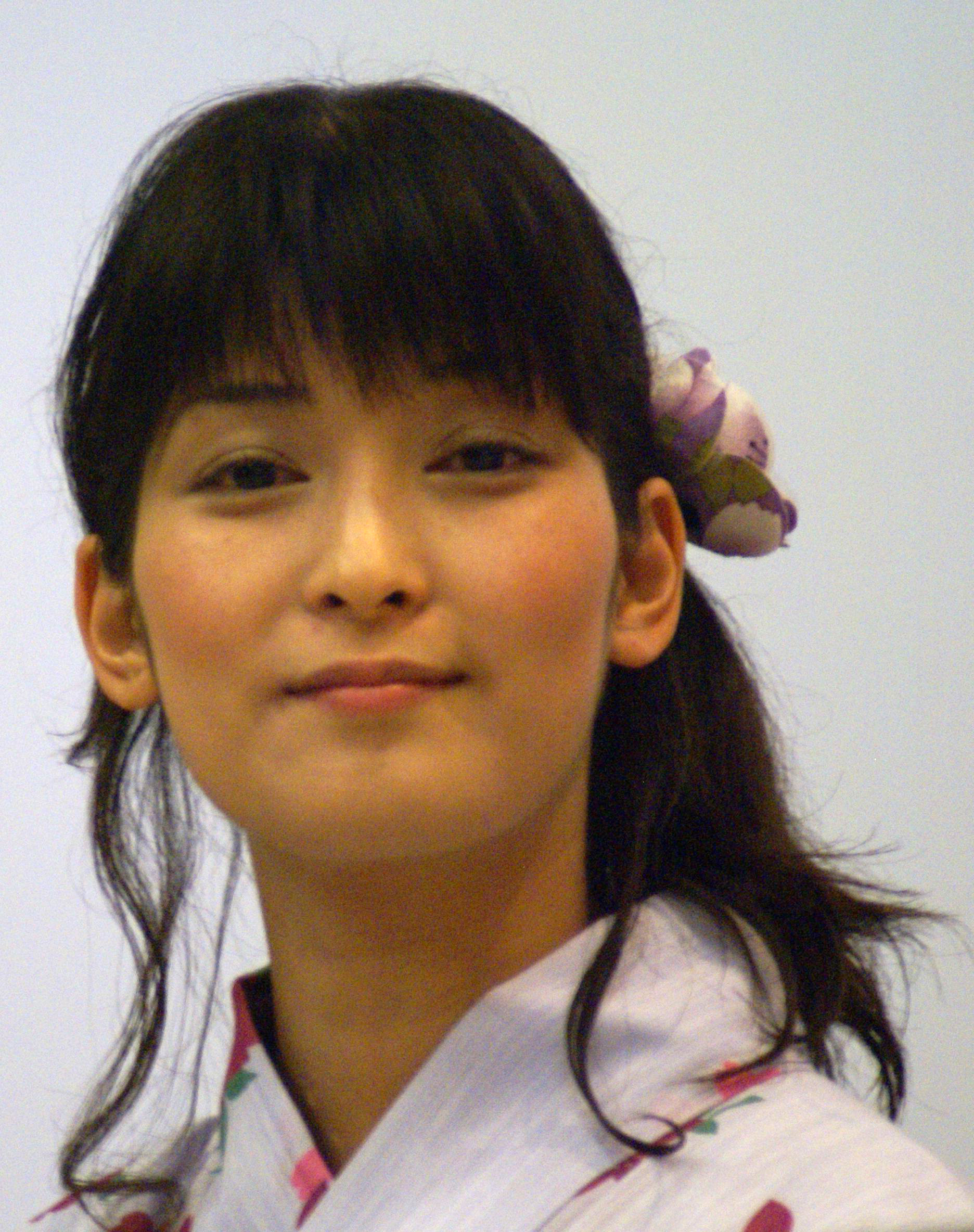
Ayako Kawasumi
(* 1976)

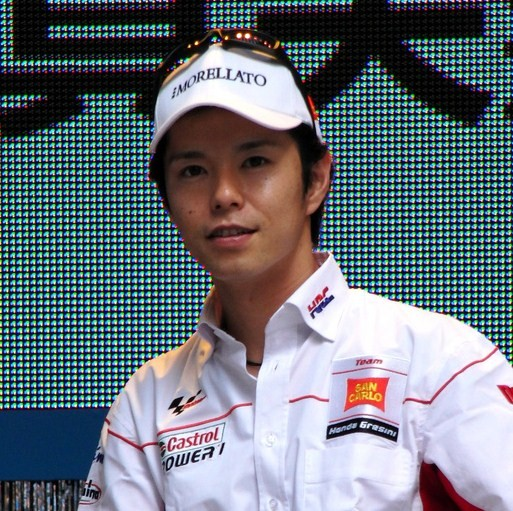
Shin’ya Nakano (* 1977)

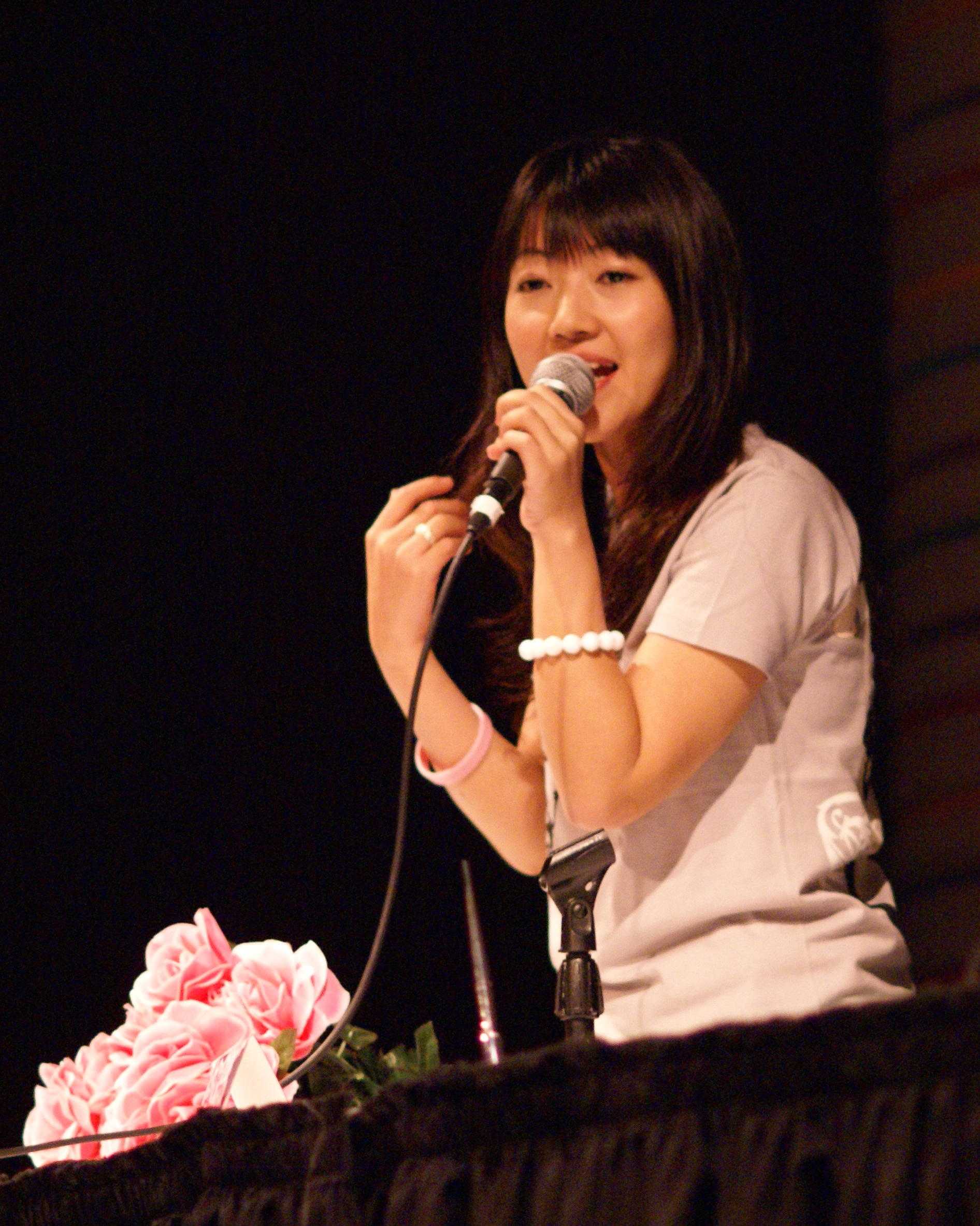
Haruko Momoi (* 1977)

- Nikka Costa (* 1972), australisch-amerikanische Sängerin
- Agilolf Keßelring (* 1972), deutscher Historiker
- Masakazu Morita (* 1972), Synchronsprecher (aus Sumida)
- Tomio Okamura (* 1972), japanisch-tschechischer Unternehmer und Politiker
- Romi Park (* 1972), Synchronsprecherin (aus Edogawa)
- Tomokazu Seki (* 1972), Synchronsprecher und Schauspieler (aus Kōtō)
- Takanohana Kōji (* 1972), Sumōringer
- Kōta Hirano (* 1973), Mangaka (aus Adachi)
- Veronika Koller (* 1973), österreichische Sprachwissenschaftlerin und Hochschullehrerin
- Kurando Mitsutake (* 1973), Filmregisseur und -schauspieler
- Rie Miyazawa (* 1973), Schauspielerin (aus Nerima)
- Junko Mizuno (* 1973), Mangaka (aus Itabashi)
- Yurie Nagashima (* 1973), Fotografin und Künstlerin (aus Nakano)
- Gorō Inagaki (* 1973), Popsänger und Schauspieler
- Mihona Fujii (* 1974), Mangaka
- Hayato Hirose (* 1974), Komponist und Dirigent
- Tomomi Kahala (* 1974), Popsängerin und Musicalschauspielerin (aus Kōtō)
- Masi Oka (* 1974), Schauspieler und Künstler (aus Shibuya)
- Fumiko Orikasa (* 1974), Schauspielerin und Sängerin (aus Taitō)
- Hiroki Takahashi (* 1974), Synchronsprecher (aus Adachi)
- Masamori Tokuyama (* 1974), Boxer
- Dice Tsutsumi (* 1974), Animator und Illustrator
- Hana Usui (* 1974), Künstlerin
- Norick Abe (1975–2007), Motorradrennfahrer
- Mayumi Azuma (* 1975), Mangaka
- Henrik Eiben (* 1975), deutscher Zeichner, Maler und Bildhauer
- Yōsuke Fukuda (* 1975), Komponist und Oboist (aus Suginami)
- Io Sakisaka (* 1975), Mangaka
- Kaidō Yasuhiro (* 1975), Sumōringer
- Takuya Ōnishi (* 1975), Astronaut (aus Nerima)
- Satoshi Yagisawa (* 1975), Komponist
- Chie Hayakawa (* 1976), Filmregisseurin und Drehbuchautorin
- Ayako Kawasumi (* 1976), Synchronsprecherin und Popsängerin
- Shion Miura (* 1976), Autorin
- Katsuhiro Shiratori (* 1976), Beachvolleyballspieler (aus Ōta)
- Kazuhiro Suzuki (* 1976), Fußballspieler
- Tochiazuma Daisuke (* 1976), Sumōringer (aus Adachi)
- Tomoe Yokoyama (* 1976), Leichtathletin
- Raphael von Hoensbroech (* 1977), deutscher Musikwissenschaftler und Kulturmanager
- Kiyomitsu Kobari (* 1977), Fußballspieler
- Yasuko Miyazaki (* 1977), Triathletin
- Haruko Momoi (* 1977), Sängerin, Songwriterin und Synchronsprecherin
- Shin’ya Nakano (* 1977), Motorradrennfahrer
- Takuma Satō (* 1977), Autorennfahrer (aus Shinjuku)
- Chocolat (* 1978), Popsängerin
- Daigo (* 1978), Sänger und Songwriter
- Kyōko Hamaguchi (* 1978), Ringerin (aus Taitō)
- Kumiko Kashiwagi (* 1978), Skirennläuferin
- Kaori Muraji (* 1978), Gitarristin (aus Taitō)
- Ayaka Shiomura (* 1978), Politikerin (aus Setagaya)
- Genki Sudō (* 1978), K1-Kämpfer und Musiker (aus Kōtō)
- Hisashi Yoshizawa (* 1978), Schauspieler
- Tatsuya Enomoto (* 1979), Fußballspieler (aus Nerima)
- Yūichirō Nagai (* 1979), Fußballspieler
- Aniya Seki (* 1979), Boxerin
- Yoshiharu Arino (* 1980), Shorttracker
- Samaire Armstrong (* 1980), amerikanische Schauspielerin
- Makoto Bozono (* 1980), Fußballschiedsrichterassistentin
- Tomonobu Fujii (* 1980), Autorennfahrer
- Shizuka Itō (* 1980), Synchronsprecherin
- Kazue Katō (* 1980), Mangaka
- Akiko Kawase (* 1980), Synchronsprecherin
- Hella Jurich (* 1980), deutsche Beachvolleyballspielerin
- Maaya Sakamoto (* 1980), Synchronsprecherin

### 1981–1990

#### 1981
- Shizuka Arakawa (* 1981), Eiskunstläuferin

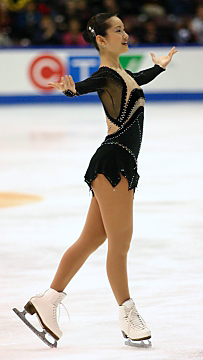
Shizuka Arakawa
(* 1981)

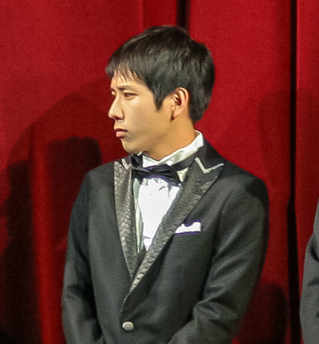
Kazunari Ninomiya
(* 1983)

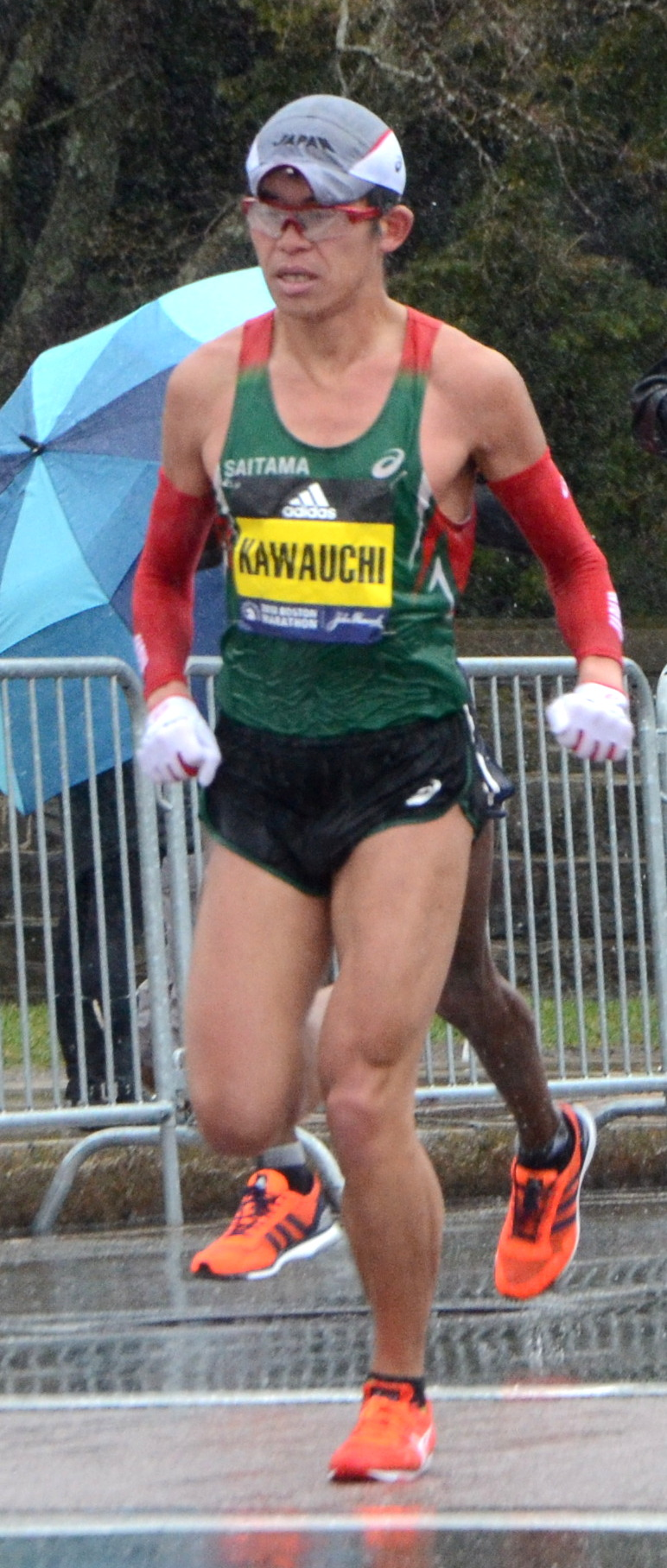
Yūki Kawauchi (* 1987)

- Hiroaki Ishiura (* 1981), Autorennfahrer (aus Setagaya)
- Naoko Kawashima (* 1981), Synchronschwimmerin
- Kō Shibasaki (* 1981), Schauspielerin und Sängerin (aus Toshima)
- Eugene Tzigane (* 1981), amerikanischer Dirigent
- Asako Yuzuki (* 1981), Schriftstellerin

#### 1982
- Kyōko Fukada (* 1982), Schauspielerin, Sängerin und Fotomodell (aus Kita)
- Kotaro Fukuma (* 1982), Pianist
- Saho Harada (* 1982), Synchronschwimmerin
- Kōsuke Kitajima (* 1982), Schwimmer
- Mai Kuraki (* 1982), Popsängerin
- Hiromi Miyake (* 1982), Popsängerin und Songwriterin
- Soichi Muraji (* 1982), Gitarrist
- Hideki Mutō (* 1982), Autorennfahrer (aus Chūō)
- Anna Nagata (* 1982), Filmschauspielerin
- Shun Oguri (* 1982), Schauspieler
- Shō Sakurai (* 1982), Sänger und Schauspieler (aus Minato)

#### 1983
- Sola Aoi (* 1983), Pornodarstellerin und Schauspielerin
- Juri Ide (* 1983), Triathletin
- Hitomi Kanehara (* 1983), Schriftstellerin
- Haruko Maeda (* 1983), Künstlerin
- Karina Maruyama (* 1983), Fußballspielerin (aus Ōta)
- Kō Masaki (1983–2013), Pornodarsteller
- Jun Matsumoto (* 1983), Schauspieler und Sänger (aus Toshima)
- Eleanor Matsuura (* 1983), britische Schauspielerin
- Hiro Murai (* 1983), japanisch-amerikanischer Filmemacher
- Kazunari Ninomiya (* 1983), Popsänger und Schauspieler (aus Katsushika)
- Rio Shimamoto (* 1983), Schriftstellerin
- Nobuhito Takahashi (* 1983), Fußballspieler
- Reina Umehara (* 1983), Freestyle-Skierin

#### 1984
- Mariko Asabuki (* 1984), Schriftstellerin
- Hirokage Asakura (* 1984), Schriftsteller
- Shingo Kunieda (* 1984), Rollstuhltennisspieler
- Hiro Mizushima (* 1984), Schauspieler, Autor und Model
- Mikiko Ponczeck (* 1984), deutsch-japanische Mangaka
- Sayaka Shibusawa (* 1984), Wasserspringerin
- Hayanari Shimoda (* 1984), Autorennfahrer
- Anna Tsuchiya (* 1984), Rocksängerin und Schauspielerin

#### 1985
- Haruka Abe (* 1985), Schauspielerin (aus Nerima)
- Maki Gotō (* 1985), Popsängerin, Songwriterin und Schauspielerin (aus Edogawa)
- Akiko Hasegawa (* 1985), Volleyball- und Beachvolleyballspielerin
- Yūki Kaji (* 1985), Synchronsprecher
- Yōhei Kajiyama (* 1985), Fußballspieler (aus Kōtō)
- Aoi Miyazaki (* 1985), Schauspielerin
- Ayahi Takagaki (* 1985), Synchronsprecherin und Sängerin
- Aya Ueto (* 1985), Idol (aus Nerima)
- Yasuhiro Yamakoshi (* 1985), Fußballspieler

#### 1986
- Yusuke Araki (* 1986), Fußballschiedsrichter
- Shoko Hidaka (* 1986), Mangaka und Illustratorin
- Yui Ichikawa (* 1986), Schauspielerin
- Emma Haruka Iwao (* 1986), Informatikerin
- Kazuya Kamenashi (* 1986), Popsänger und Schauspieler
- Shun’ichi Miyamoto (* 1986), Synchronsprecher
- Erika Sawajiri (* 1986), Schauspielerin, Model und Musikerin (aus Nerima)
- Yurika Sema (* 1986), Tennisspielerin
- Misako Uno (* 1986), Schauspielerin und Sängerin
- Yoshimi Yamashita (* 1986), Fußballschiedsrichterin

#### 1987
- Tanrō Ishida (* 1987), Schauspieler (aus Bunkyō)
- Chieco Kawabe (* 1987), Popsängerin und Schauspielerin (aus Toshima)
- Yūki Kawauchi (* 1987), Leichtathlet (aus Setagaya)
- Eri Kitamura (* 1987), Synchronsprecherin und Sängerin
- Yūhi Sekiguchi (* 1987), Autorennfahrer (aus Nakano)
- Hwang Song-su (* 1987), Fußballspieler
- Anne Suzuki (* 1987), Schauspielerin (aus Setagaya)
- Jun’ya Tanaka (* 1987), Fußballspieler
- Masato Yokota (* 1987), Mittelstreckenläufer

#### 1988
- Daisuke Arai (* 1988), Rollstuhltennisspieler
- Eri Kamei (* 1988), Popsängerin und Idol
- Takahiro Morita (* 1988), Rockmusiker
- Erika Sema (* 1988), Tennisspielerin
- Ai Takekawa (* 1988), Sängerin, Komponistin und Moderatorin

#### 1989
- Shūichi Gonda (* 1989), Fußballspieler (aus Setagaya)
- Yūki Itō (* 1989), Cellist
- Jasmine (* 1989), Popsängerin
- Sōta Kawatsura (* 1989), Sprinter

#### 1990
- Shunsuke Andō (* 1990), Fußballspieler (aus Setagaya)
- Shuta Ishino (* 1990), Fußballspieler
- Masato Kudō (1990–2022), Fußballspieler (aus Suginami)
- Sayaka Mizoe (* 1990), Beachvolleyballspielerin
- Hiroki Moriya (* 1990), Tennisspieler

### 1991–2000
- Yukihira Aika (* 1991), Schauspielerin
- Mako (* 1991), Prinzessin
- Sachie Ishizu (* 1992), Tennisspielerin
- Misato Komatsubara (* 1992), Eiskunstläuferin

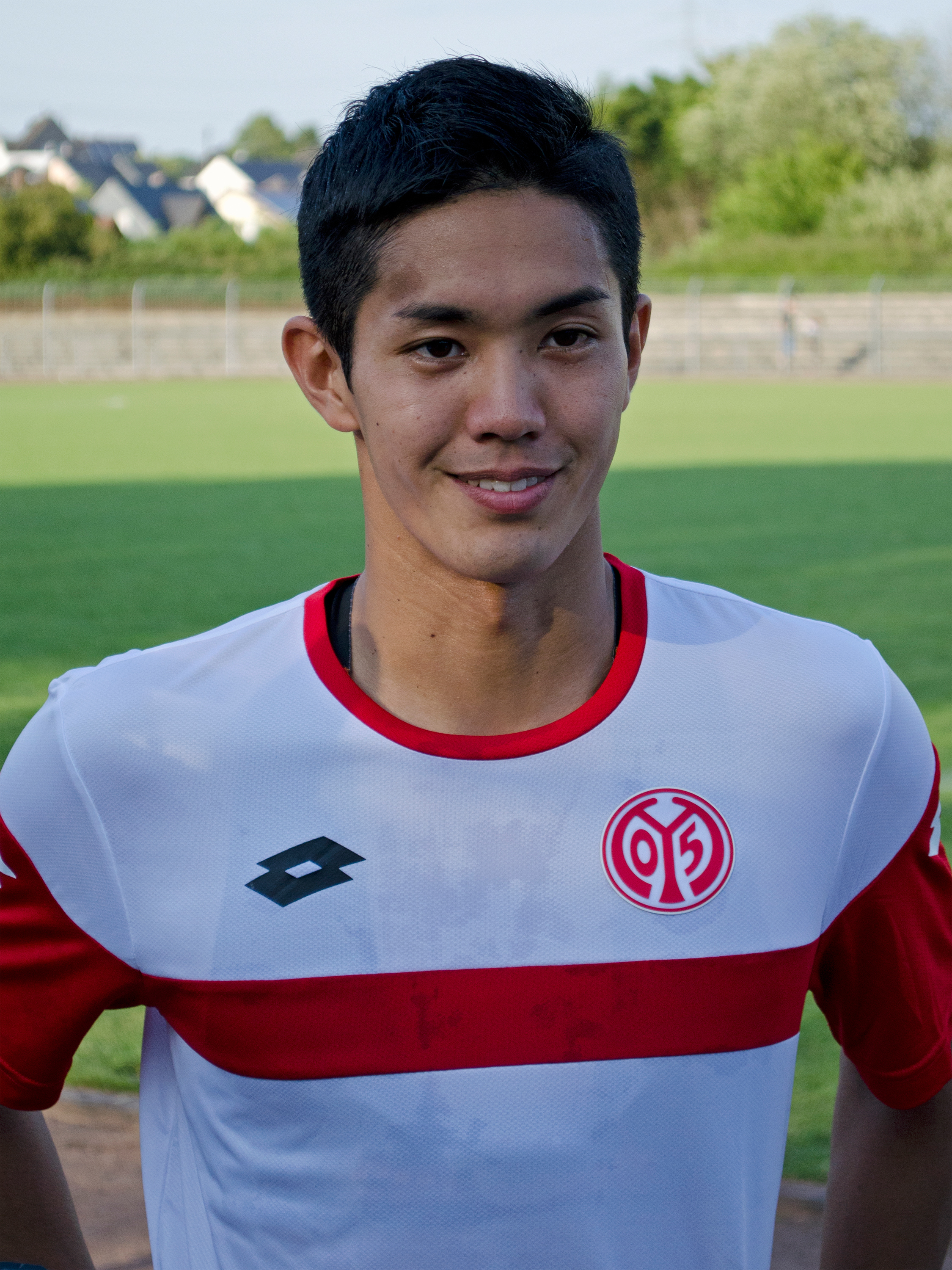
Yoshinori Mutō (* 1992)

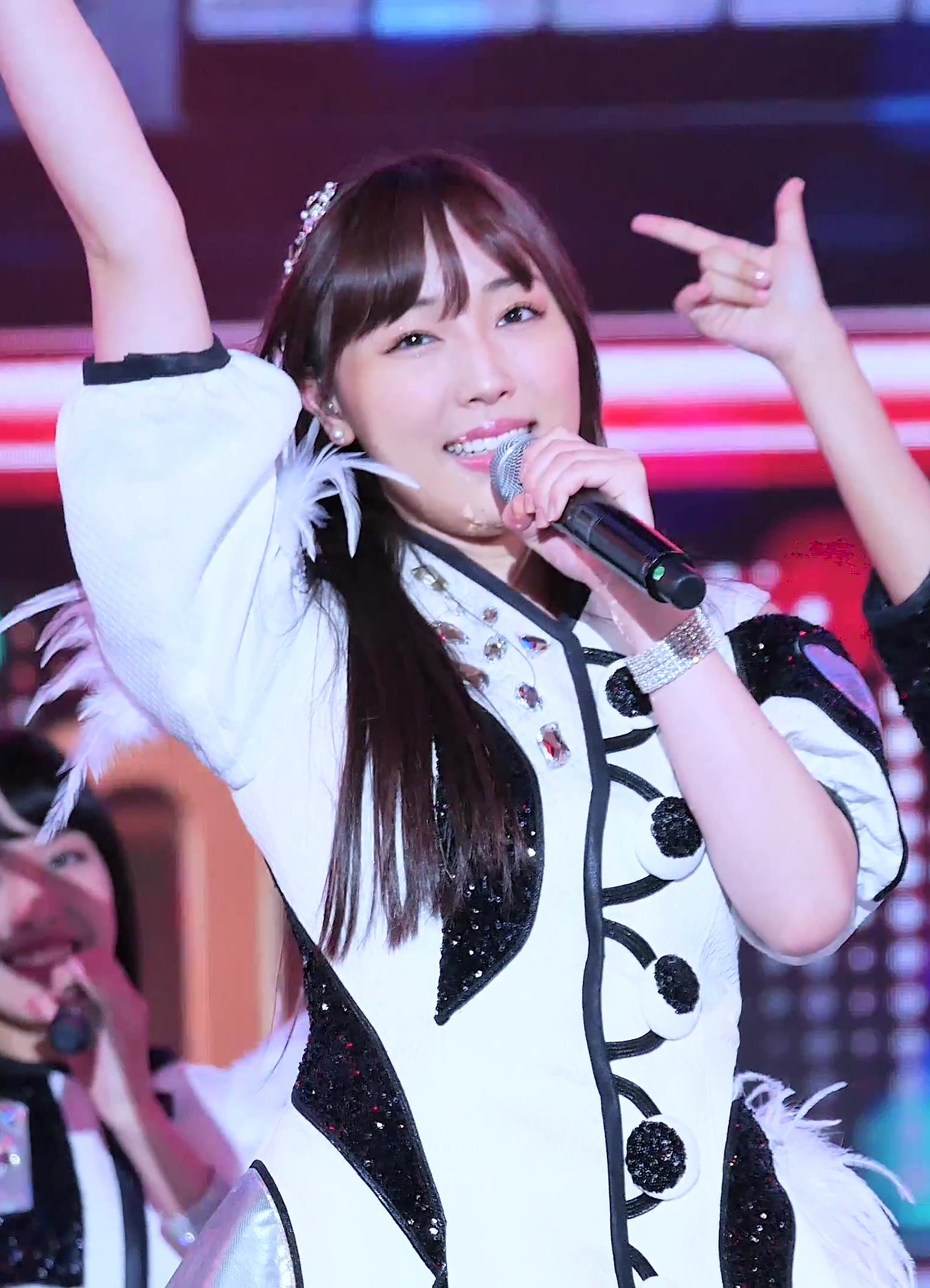
Mizuki Fukumura
(* 1996)

- Yoshinori Mutō (* 1992), Fußballspieler (aus Setagaya)
- Masahiro Yanagida (* 1992), Volleyballspieler (aus Edogawa)
- Paru Itagaki (* 1993), Mangaka und Illustratorin
- Mana Iwabuchi (* 1993), Fußballspielerin
- Haruna Iikubo (* 1994), Schauspielerin, Popsängerin und Model
- Kako (* 1994), Prinzessin (aus Chiyoda)
- Kōtarō Sakurai (* 1994), Autorennfahrer (aus Ōta)
- Kenta Suga (* 1994), Filmschauspieler
- Kazuki Hattori (* 1995), Fußballspieler
- Saki Takamuro (* 1995), Rollstuhltennisspielerin
- Tao Tsuchiya (* 1995), Schauspielerin, Synchronsprecherin, Model, Tänzerin und Sängerin
- Ran Urabe (* 1995), Mittelstreckenläuferin
- Natsuhiko Watanabe (* 1995), Fußballspieler
- Mizuki Fukumura (* 1996), Popsängerin und Schauspielerin
- Tomoya Gotō (* 1996), Dartspieler
- Kyōsuke Matsuyama (* 1996), Florettfechter
- Rika Mayama (* 1996), Sängerin
- Hanami Sekine (* 1996), Langstreckenläuferin
- Yusuke Unoki (* 1996), Fußballspieler
- Kanako Watanabe (* 1996), Schwimmerin (aus Katsushika)
- Aaron Wolf (* 1996), Judoka, Weltmeister und Olympiasieger
- Natsuho Arakawa (* 1997), Tennisspielerin
- Daichi Hara (* 1997), Freestyle-Skier (aus Shibuya)
- Tatsuya Itō (* 1997), Fußballspieler (aus Taitō)
- Mark Ajay Kurita (* 1997), Fußballspieler
- Miho Nonaka (* 1997), Sportkletterin und Olympiazweite 2020
- Kohei Sambe (* 1997), Tischtennisspieler
- Akira Santillan (* 1997), japanisch-australischer Tennisspieler
- Malaya Stern Takeda (* 1997), US-amerikanisch-japanische Schauspielerin
- Zen Cardona (* 1998), Fußballspieler
- Tomoaki Ōkubo (* 1998), Fußballspieler
- Kimi Rutledge (* 1998), US-amerikanisch-japanische Schauspielerin
- Kōji Yamada (* 1998), Fußballspieler
- Yūta Miyamoto (* 1999), Fußballspieler
- Shuhei Shikano (* 1999), Fußballspieler
- Rui Yokoyama (* 1999), Fußballspieler
- Shinta Appelkamp (* 2000), Fußballspieler
- Carlos Duke (* 2000), Fußballspieler
- Yūmi Kawai (* 2000), Schauspielerin
- Hinako Tomitaka (* 2000), Freestyle-Skierin

## 21. Jahrhundert
- Wakaba Higuchi (* 2001), Eiskunstläuferin
- Sara Ito (* 2001), Fußballspielerin
- Ai Ogura (* 2001), Motorradrennfahrer
- Johannes Patrick (* 2001), deutscher Basketballspieler
- Soma Anzai (* 2002), Fußballspieler
- Ken Toyoda (* 2002), Hürdenläufer
- Yuki Kunii (* 2003), Motorradrennfahrer
- Rion Sumiyoshi (* 2003), Eiskunstläuferin
- Anri Kawamura (* 2004), Freestyle-Skierin
- Miya Cech (* 2007), US-amerikanische Filmschauspielerin
- Himari Yoshimura (* 2011), Violinistin

## Geburtsjahr unbekannt
- Renny Grames, amerikanische Schauspielerin
- Kaori Yuki, Mangaka
- Utagawa Yoshikazu, Maler
- Britney Young, amerikanische Schauspielerin